# 勝浦市
勝浦市（かつうらし）は、千葉県南東部に位置する市。海域公園と海岸部は南房総国定公園に指定されている。1958年（昭和33年）市制施行。
リゾート地として知られ、快水浴場百選、日本の水浴場88選、日本の渚百選に選定されている守谷海水浴場などがある。

## 概要

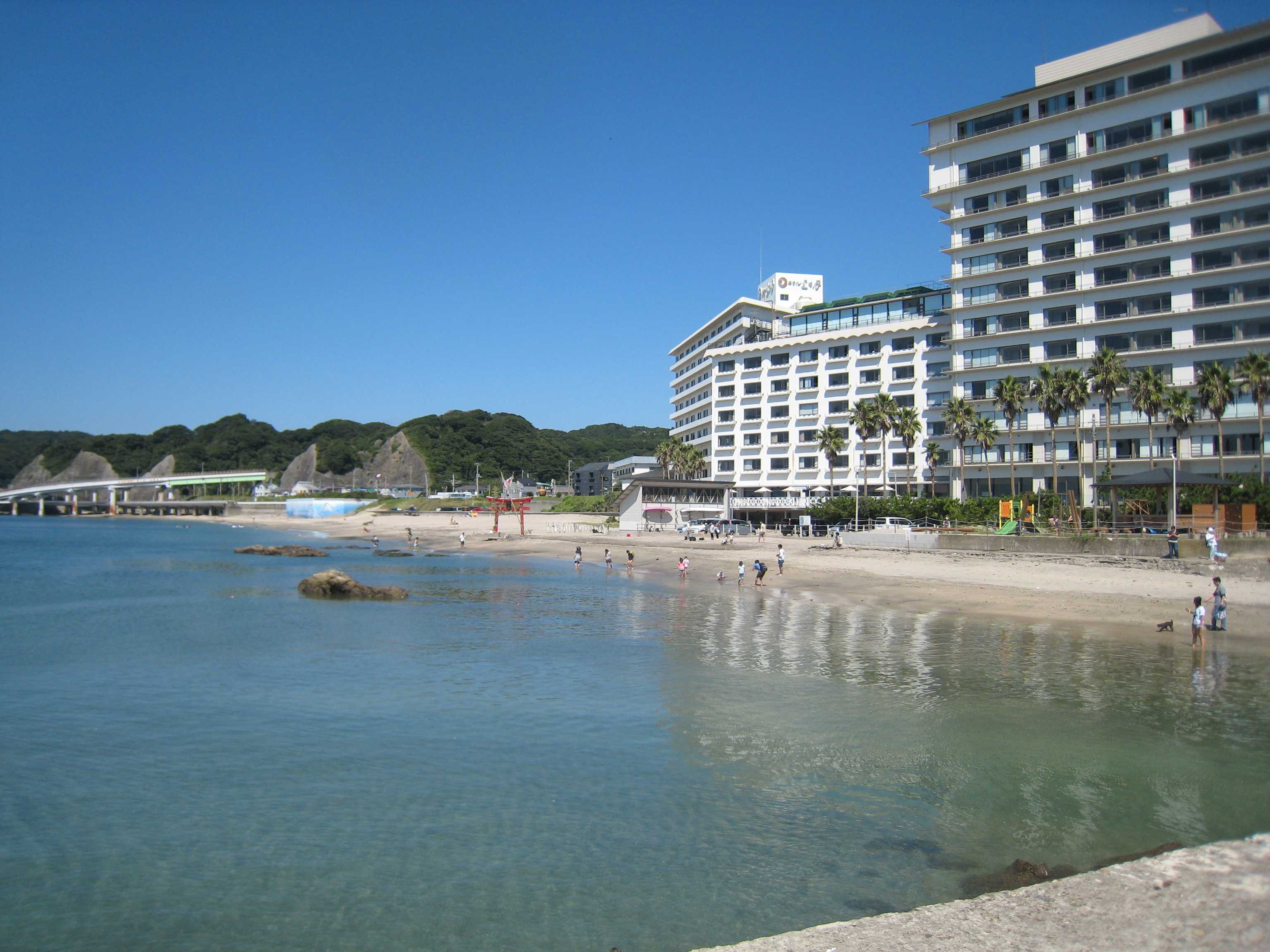
勝浦リゾート

勝浦は古くから漁師町として栄えた。中心部の勝浦地区にある勝浦漁港は銚子漁港に次いで千葉県第2位の漁獲量であり、カツオの漁獲量は関東地方の漁港では最大である。
日本三大朝市のひとつである勝浦朝市や、かつうらビッグひな祭りなど、祭事・催事も盛んである。ご当地ラーメンとして2015B-1グランプリin十和田でゴールドグランプリを受賞した、まちおこし団体「熱血!!勝浦タンタンメン船団」の地域PR活動により有名になった勝浦タンタンメンは勝浦を代表するご当地グルメ。また、観光都市であり、リゾート開発が進んでいる。守谷海水浴場は快水浴場百選、日本の水浴場88選、日本の渚百選に選定されており、鵜原海水浴場などとともに水質は関東地方屈指の透明度である。
広い市域の北東部を総野地区、北西部を上野地区、南東部を勝浦地区、南西部を興津地区と呼称する。これは、昭和の大合併で「勝浦市」が成立する前の自治体の行政区域と一致する。太平洋沿岸部は国道128号、内陸部は大多喜方面へと接続する国道297号が縦貫している。

## 地理

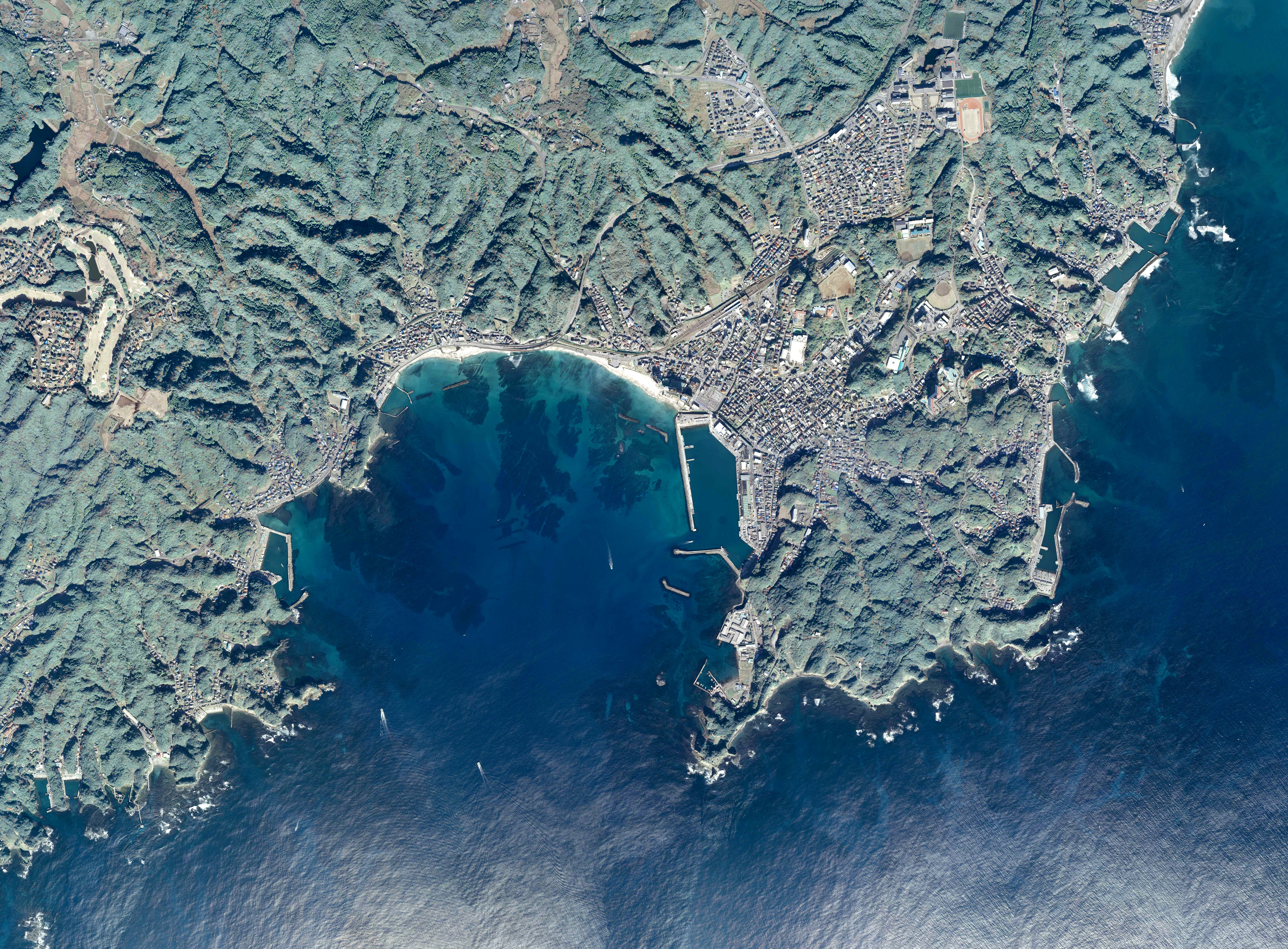
勝浦市中心部周辺の空中写真。2012年11月25日撮影の16枚を合成作成。

千葉県南東部に位置し、東京都の都心から75キロメートル圏内である。なお、東京都（特に羽田空港）や神奈川県からは東京湾アクアラインまたは東京湾フェリーを利用した場合が移動距離の短縮となる。
太平洋（外房）に面しており、関東平野に含まれ、市街地は太平洋の勝浦湾沿いに形成されている。市の北西部である上野地区は房総丘陵であり、海抜150 - 250メートルの丘陵性山地が広く分布している。南西部である興津地区は勝浦海中公園を持ち、海岸線のほとんどはリアス式海岸になっており、南房総国定公園に指定されている。市域の3分の2が山地である。

### 市域
- 面積 94.20平方キロメートル[6]
- 南北 12.5キロメートル
- 東西 14キロメートル
- 最高地 268メートル
- 最低地 0メートル（海抜）

### 隣接する自治体
| 北西: 大多喜町 | 北: 大多喜町 | 北東: いすみ市 |
| 西: 鴨川市     | 勝浦市       | 東: 御宿町     |
| 南西: 太平洋   | 南: 太平洋   | 南東: 太平洋   |

- いすみ市
- 鴨川市
- 夷隅郡
  - 御宿町
  - 大多喜町

### 気候
太平洋に面し黒潮の影響を受けやすい海洋性気候。周辺地域に比べ、通年では温暖で、冬は暖かく、夏は涼しい。風向は南寄りが多い。また南東や東の風に伴う雨は雨量が多い傾向にある。
夏は避暑地となっているが、特に、同じく海沿いにある鴨川などで猛暑日を観測することがある一方で、勝浦の8月の平均気温は25.9度で、最高気温は30度を超えることが少ない。更に観測史上最高は34.9℃（1924年8月23日に記録）で、1906年の観測開始以来一度も猛暑日になったことがない。2020年代に入り、東京近郊において夏でも涼しい町としてマスメディアに取り上げられることが多くなった。涼しさの理由は、ヒートアイランドの影響が少ないこと、海風の影響で真夏でも気温が上がりにくいことが挙げられる。海風について勝浦の沿岸では、南寄りの風による沿岸湧昇が海のやや深い層の冷水を運び気温を下げる効果があることが指摘されている。また、勝浦のアメダス観測点は海から約200 mで、鴨川などに比べ海に近い影響もあるとされている。なお、地球温暖化に伴う地域全体の気温上昇で近い将来、猛暑日を観測する可能性も指摘されている。
冬をみると、1月の平均気温は6.8度、最低気温は2.9度と暖かく避寒地でもある。
| 勝浦特別地域気象観測所（勝浦市墨名、標高12m）の気候     | 勝浦特別地域気象観測所（勝浦市墨名、標高12m）の気候 | 勝浦特別地域気象観測所（勝浦市墨名、標高12m）の気候 | 勝浦特別地域気象観測所（勝浦市墨名、標高12m）の気候 | 勝浦特別地域気象観測所（勝浦市墨名、標高12m）の気候 | 勝浦特別地域気象観測所（勝浦市墨名、標高12m）の気候 | 勝浦特別地域気象観測所（勝浦市墨名、標高12m）の気候 | 勝浦特別地域気象観測所（勝浦市墨名、標高12m）の気候 | 勝浦特別地域気象観測所（勝浦市墨名、標高12m）の気候 | 勝浦特別地域気象観測所（勝浦市墨名、標高12m）の気候 | 勝浦特別地域気象観測所（勝浦市墨名、標高12m）の気候 | 勝浦特別地域気象観測所（勝浦市墨名、標高12m）の気候 | 勝浦特別地域気象観測所（勝浦市墨名、標高12m）の気候 | 勝浦特別地域気象観測所（勝浦市墨名、標高12m）の気候 |
| 月                                                      | 1月                                                 | 2月                                                 | 3月                                                 | 4月                                                 | 5月                                                 | 6月                                                 | 7月                                                 | 8月                                                 | 9月                                                 | 10月                                                | 11月                                                | 12月                                                | 年                                                  |
| ------------------------------------------------------- | --------------------------------------------------- | --------------------------------------------------- | --------------------------------------------------- | --------------------------------------------------- | --------------------------------------------------- | --------------------------------------------------- | --------------------------------------------------- | --------------------------------------------------- | --------------------------------------------------- | --------------------------------------------------- | --------------------------------------------------- | --------------------------------------------------- | --------------------------------------------------- |
| 最高気温記録 °C （°F）                                  | 22.5 (72.5)                                         | 21.7 (71.1)                                         | 22.7 (72.9)                                         | 25.7 (78.3)                                         | 29.3 (84.7)                                         | 32.9 (91.2)                                         | 34.5 (94.1)                                         | 34.9 (94.8)                                         | 34.6 (94.3)                                         | 29.9 (85.8)                                         | 25.9 (78.6)                                         | 22.9 (73.2)                                         | 34.9 (94.8)                                         |
| 平均最高気温 °C （°F）                                  | 11.1 (52)                                           | 11.4 (52.5)                                         | 13.9 (57)                                           | 17.7 (63.9)                                         | 21.2 (70.2)                                         | 23.8 (74.8)                                         | 26.7 (80.1)                                         | 29.0 (84.2)                                         | 26.7 (80.1)                                         | 22.3 (72.1)                                         | 18.1 (64.6)                                         | 13.5 (56.3)                                         | 19.6 (67.3)                                         |
| 日平均気温 °C （°F）                                    | 6.8 (44.2)                                          | 7.2 (45)                                            | 10.0 (50)                                           | 14.2 (57.6)                                         | 18.0 (64.4)                                         | 20.8 (69.4)                                         | 23.9 (75)                                           | 25.9 (78.6)                                         | 23.5 (74.3)                                         | 18.8 (65.8)                                         | 14.2 (57.6)                                         | 9.3 (48.7)                                          | 16.0 (60.8)                                         |
| 平均最低気温 °C （°F）                                  | 2.9 (37.2)                                          | 3.1 (37.6)                                          | 6.1 (43)                                            | 10.5 (50.9)                                         | 14.9 (58.8)                                         | 18.4 (65.1)                                         | 21.7 (71.1)                                         | 23.5 (74.3)                                         | 20.9 (69.6)                                         | 15.8 (60.4)                                         | 10.6 (51.1)                                         | 5.5 (41.9)                                          | 12.8 (55)                                           |
| 最低気温記録 °C （°F）                                  | −7.0 (19.4)                                         | −5.5 (22.1)                                         | −4.8 (23.4)                                         | −0.8 (30.6)                                         | 4.3 (39.7)                                          | 8.9 (48)                                            | 12.4 (54.3)                                         | 16.0 (60.8)                                         | 12.0 (53.6)                                         | 5.1 (41.2)                                          | −1.5 (29.3)                                         | −4.7 (23.5)                                         | −7.0 (19.4)                                         |
| 降水量 mm （inch）                                      | 103.9 (4.091)                                       | 103.9 (4.091)                                       | 180.2 (7.094)                                       | 157.5 (6.201)                                       | 164.7 (6.484)                                       | 222.2 (8.748)                                       | 166.3 (6.547)                                       | 107.7 (4.24)                                        | 245.6 (9.669)                                       | 295.2 (11.622)                                      | 165.5 (6.516)                                       | 89.8 (3.535)                                        | 1,998.9 (78.697)                                    |
| 平均降水日数 （≥0.5 mm）                                | 7.9                                                 | 8.8                                                 | 12.8                                                | 12.3                                                | 11.3                                                | 12.9                                                | 10.5                                                | 7.5                                                 | 12.4                                                | 13.4                                                | 10.7                                                | 8.6                                                 | 128.8                                               |
| % 湿度                                                  | 59                                                  | 62                                                  | 68                                                  | 74                                                  | 80                                                  | 86                                                  | 88                                                  | 85                                                  | 82                                                  | 77                                                  | 71                                                  | 63                                                  | 75                                                  |
| 平均月間日照時間                                        | 174.7                                               | 152.4                                               | 161.1                                               | 176.7                                               | 181.9                                               | 132.1                                               | 158.9                                               | 217.5                                               | 156.1                                               | 136.5                                               | 140.6                                               | 161.9                                               | 1,943.1                                             |
| 出典：気象庁 (平均値：1991年-2020年、極値：1906年-現在) |                                                     |                                                     |                                                     |                                                     |                                                     |                                                     |                                                     |                                                     |                                                     |                                                     |                                                     |                                                     |                                                     |

### 地域
勝浦市は、主に1955年（昭和30年）の合併以前の旧町村ごとに以下の4地域に分類される。
- 勝浦地区（旧勝浦町・現市域南東沿岸部）

| - 浜勝浦（はまかつうら） - 勝浦（かつうら） - 出水（いでみず） - 墨名（とな） | - 串浜（くしはま） - 松部（まつべ） - 川津（かわづ） - 沢倉（さわくら） | - 新官（しんかん） - 部原（へばら） |

- 興津地区（旧興津町・現市域南西沿岸部）

| - 吉尾（よしお） - 鵜原（うばら） - 守谷（もりや） - 興津（おきつ） | - 興津久保山台（おきつくぼやまだい） - 浜行川（はまなめがわ） - 浜行川台宿組入地（はまなめがわだいじゅくくみいりち） - 大沢（おおさわ） |

- 上野地区（旧上野村・現市域西部内陸部）

| - 南山田（みなみやまだ） - 荒川（あらかわ） - 貝掛（かいがけ） - 法花（ほうげ） - 小羽戸（こばど） | - 中島（なかじま） - 植野（うえの） - 赤羽根（あかばね） - 上野（うえの） - 中里（なかざと） | - 上植野（かみうえの） - 名木（なぎ） - 大森（おおもり） - 大森上植野入会地（おおもりかみうえのいりあいち） - 台宿（だいじゅく） |

- 総野地区（旧総野村・現市域北部内陸部）

| - 関谷（せきやつ） - 中谷（なかや） - 平田（ひらた） - 新戸（しんど） - 宿戸（しゅくど） | - 白木（しらき） - 白井久保（しらいくぼ） - 芳賀（はが） - 蟹田（かにた） - 松野（まつの） | - 小松野（こまつの） - 大楠（おおくす） - 中倉（なかぐら） - 杉戸（すぎど） - 佐野（さの） | - 市野郷（いちのごう） - 市野川（いちのかわ） - 花里（はなざと） |

## 沿革

### 地名の由来
天富命とともに阿波国から房総半島に移住した勝占（勝浦）の忌部氏の名が由来となったとする説がある。また、紀伊半島の勝浦も同じく忌部氏に由来する。

### 歴史
- 縄文時代には夷隅川に沿って作られた小規模な集落に暮し、興津から奈良にアワビを運んだ記録が発見されている[8]。
- 戦国時代には安房国の里見氏の武将正木時忠が勝浦城に入り、地域一帯を領有した[17][8]。
- 勝浦の地は江戸時代初期までは落涙たる寒村といわれてきたが[18]、中世末から近世初頭にかけて地域経済の拠点と同時に遠隔地交易の中継基地としての開発が進み、米をはじめとする諸物資が海運や陸運を利用して集積・発送され、同時に太平洋海運の中継基地として発展していたことが明かになっている[19]。
- 1590年（天正18年）正木氏が小田原征伐後に安房国に戻り、徳川家康の幕臣である植村土佐守泰忠が勝浦城に入城し、町屋を営んだ。これが現在の勝浦市街地の基礎となる。
- 興津地区は、江戸時代に幕府の直轄領となり、妙覚寺に仙台藩取締り所がおかれていたことで、江戸と東北を結ぶ重要港として繁栄した[8]。
- 1913年（大正2年）6月20日 - 勝浦駅が開業。
- 1937年（昭和12年）4月1日 - 勝浦町と豊浜村が合併し、勝浦町が発足。
- 1953年（昭和28年）5月18日 - 国道128号が制定。
- 1955年（昭和30年）2月11日 - 勝浦町、興津町、上野村、総野村が合併し、勝浦町が発足。
- 1958年（昭和33年）10月1日 - 勝浦町は市制施行し勝浦市となる。

### 行政区域変遷
- 変遷の年表

| 勝浦市市域の変遷（年表） | 勝浦市市域の変遷（年表） | 勝浦市市域の変遷（年表） |
| 年                       | 月日                     | 現勝浦市市域に関連する行政区域変遷 |
| ------------------------ | ------------------------ | --- |
| 1889年（明治22年）       | 4月1日                   | 町村制施行に伴い、以下の村がそれぞれ発足。 - 勝浦村 ← 勝浦村・浜勝浦村・墨名村・松部村（南山田村への飛地を除く）・南山田村飛地・鵜原村飛地 - 豊浜村 ← 部原村・新宿村・沢倉村・川津村 - 清海村 ← 大沢村、浜行川村（台宿村への飛地を除く）、興津村、守谷村（植野村への飛地を除く）、 鵜原村（植野村・松部村への飛地を除く）、台宿村飛地・植野村飛地 - 総野村 ← 松野村・小松野村・中倉村・杉戸村・市野川村・市野郷村・佐野村・宿戸村・新戸村・中谷村・ 平田村・関谷村・白木村・白井久保村・芳賀村・大楠村・蟹田村 - 上野村 ← 台宿村（大沢村への飛地を除く）・大森村・名木村・上植野村・赤羽根村・中里村・貝掛村・ 植野村（守谷村・鵜原村への飛地を除く）・小羽戸村・中島村・法花村・南山田村（松部村への飛地を除く）・ 荒川村・鵜原村飛地・松部村飛地・浜行川村飛地・守谷村飛地 |
| 1890年（明治23年）       | 3月12日                  | 勝浦村が町制を施行し、勝浦町となる。 |
| 1921年（大正10年）       | 1月1日                   | 清海村が町制を施行、改称し興津町となる。 |
| 1937年（昭和12年）       | 4月1日                   | 勝浦町と豊浜村が合併し、勝浦町が発足。 |
| 1955年（昭和30年）       | 2月11日                  | 勝浦町、興津町、上野村、総野村が合併し、勝浦町が発足。 |
| 1958年（昭和33年）       | 10月1日                  | 勝浦町は市制施行し勝浦市となる。 |

- 変遷表

| 勝浦市市域の変遷表 | 勝浦市市域の変遷表 | 勝浦市市域の変遷表  | 勝浦市市域の変遷表 | 勝浦市市域の変遷表              | 勝浦市市域の変遷表              | 勝浦市市域の変遷表     | 勝浦市市域の変遷表   | 勝浦市市域の変遷表 | 勝浦市市域の変遷表 |
| 1868年 以前        | 1868年 以前        | 明治元年 - 明治22年 | 明治22年 4月1日    | 明治22年 - 昭和19年             | 明治22年 - 昭和19年             | 昭和20年 - 昭和64年    | 昭和20年 - 昭和64年  | 平成元年 - 現在    | 現在               |
| ------------------ | ------------------ | ------------------- | ------------------ | ------------------------------- | ------------------------------- | ---------------------- | -------------------- | ------------------ | ------------------ |
|                    | 勝浦村             | 勝浦村              | 勝浦村             | 明治23年3月12日 町制            | 昭和12年4月1日 勝浦町           | 昭和30年2月11日 勝浦町 | 昭和33年10月1日 市制 | 勝浦市             | 勝浦市             |
|                    | 浜勝浦村           |                     | 勝浦村             | 明治23年3月12日 町制            | 昭和12年4月1日 勝浦町           | 昭和30年2月11日 勝浦町 | 昭和33年10月1日 市制 | 勝浦市             | 勝浦市             |
|                    | 墨名村             |                     | 勝浦村             | 明治23年3月12日 町制            | 昭和12年4月1日 勝浦町           | 昭和30年2月11日 勝浦町 | 昭和33年10月1日 市制 | 勝浦市             | 勝浦市             |
|                    | 串浜村             |                     | 勝浦村             | 明治23年3月12日 町制            | 昭和12年4月1日 勝浦町           | 昭和30年2月11日 勝浦町 | 昭和33年10月1日 市制 | 勝浦市             | 勝浦市             |
|                    | 松部村             |                     | 勝浦村             | 明治23年3月12日 町制            | 昭和12年4月1日 勝浦町           | 昭和30年2月11日 勝浦町 | 昭和33年10月1日 市制 | 勝浦市             | 勝浦市             |
|                    | 部原村             | 部原村              | 豊浜村             | 豊浜村                          | 昭和12年4月1日 勝浦町           | 昭和30年2月11日 勝浦町 | 昭和33年10月1日 市制 | 勝浦市             | 勝浦市             |
|                    | 新宿村             |                     | 豊浜村             | 豊浜村                          | 昭和12年4月1日 勝浦町           | 昭和30年2月11日 勝浦町 | 昭和33年10月1日 市制 | 勝浦市             | 勝浦市             |
|                    | 沢倉村             |                     | 豊浜村             | 豊浜村                          | 昭和12年4月1日 勝浦町           | 昭和30年2月11日 勝浦町 | 昭和33年10月1日 市制 | 勝浦市             | 勝浦市             |
|                    | 川津村             |                     | 豊浜村             | 豊浜村                          | 昭和12年4月1日 勝浦町           | 昭和30年2月11日 勝浦町 | 昭和33年10月1日 市制 | 勝浦市             | 勝浦市             |
|                    | 大沢村             | 大沢村              | 清海村             | 大正10年1月1日 興津町に町制改称 | 大正10年1月1日 興津町に町制改称 | 昭和30年2月11日 勝浦町 | 昭和33年10月1日 市制 | 勝浦市             | 勝浦市             |
|                    | 浜行川村           |                     | 清海村             | 大正10年1月1日 興津町に町制改称 | 大正10年1月1日 興津町に町制改称 | 昭和30年2月11日 勝浦町 | 昭和33年10月1日 市制 | 勝浦市             | 勝浦市             |
|                    | 興津村             |                     | 清海村             | 大正10年1月1日 興津町に町制改称 | 大正10年1月1日 興津町に町制改称 | 昭和30年2月11日 勝浦町 | 昭和33年10月1日 市制 | 勝浦市             | 勝浦市             |
|                    | 守谷村             |                     | 清海村             | 大正10年1月1日 興津町に町制改称 | 大正10年1月1日 興津町に町制改称 | 昭和30年2月11日 勝浦町 | 昭和33年10月1日 市制 | 勝浦市             | 勝浦市             |
|                    | 鵜原村             |                     | 清海村             | 大正10年1月1日 興津町に町制改称 | 大正10年1月1日 興津町に町制改称 | 昭和30年2月11日 勝浦町 | 昭和33年10月1日 市制 | 勝浦市             | 勝浦市             |
|                    | 松野村             | 松野村              | 総野村             | 総野村                          | 総野村                          | 昭和30年2月11日 勝浦町 | 昭和33年10月1日 市制 | 勝浦市             | 勝浦市             |
|                    | 小松野村           |                     | 総野村             | 総野村                          | 総野村                          | 昭和30年2月11日 勝浦町 | 昭和33年10月1日 市制 | 勝浦市             | 勝浦市             |
|                    | 中倉村             |                     | 総野村             | 総野村                          | 総野村                          | 昭和30年2月11日 勝浦町 | 昭和33年10月1日 市制 | 勝浦市             | 勝浦市             |
|                    | 杉戸村             |                     | 総野村             | 総野村                          | 総野村                          | 昭和30年2月11日 勝浦町 | 昭和33年10月1日 市制 | 勝浦市             | 勝浦市             |
|                    | 市野川村           |                     | 総野村             | 総野村                          | 総野村                          | 昭和30年2月11日 勝浦町 | 昭和33年10月1日 市制 | 勝浦市             | 勝浦市             |
|                    | 市野々村           | 明治10年 市野郷村   | 総野村             | 総野村                          | 総野村                          | 昭和30年2月11日 勝浦町 | 昭和33年10月1日 市制 | 勝浦市             | 勝浦市             |
|                    | 郷渡村             | 明治10年 市野郷村   | 総野村             | 総野村                          | 総野村                          | 昭和30年2月11日 勝浦町 | 昭和33年10月1日 市制 | 勝浦市             | 勝浦市             |
|                    | 佐野村             |                     | 総野村             | 総野村                          | 総野村                          | 昭和30年2月11日 勝浦町 | 昭和33年10月1日 市制 | 勝浦市             | 勝浦市             |
|                    | 宿戸村             |                     | 総野村             | 総野村                          | 総野村                          | 昭和30年2月11日 勝浦町 | 昭和33年10月1日 市制 | 勝浦市             | 勝浦市             |
|                    | 新戸村             |                     | 総野村             | 総野村                          | 総野村                          | 昭和30年2月11日 勝浦町 | 昭和33年10月1日 市制 | 勝浦市             | 勝浦市             |
|                    | 中谷村             |                     | 総野村             | 総野村                          | 総野村                          | 昭和30年2月11日 勝浦町 | 昭和33年10月1日 市制 | 勝浦市             | 勝浦市             |
|                    | 平田村             |                     | 総野村             | 総野村                          | 総野村                          | 昭和30年2月11日 勝浦町 | 昭和33年10月1日 市制 | 勝浦市             | 勝浦市             |
|                    | 関谷村             |                     | 総野村             | 総野村                          | 総野村                          | 昭和30年2月11日 勝浦町 | 昭和33年10月1日 市制 | 勝浦市             | 勝浦市             |
|                    | 白木村             |                     | 総野村             | 総野村                          | 総野村                          | 昭和30年2月11日 勝浦町 | 昭和33年10月1日 市制 | 勝浦市             | 勝浦市             |
|                    | 白井久保村         |                     | 総野村             | 総野村                          | 総野村                          | 昭和30年2月11日 勝浦町 | 昭和33年10月1日 市制 | 勝浦市             | 勝浦市             |
|                    | 芳賀村             |                     | 総野村             | 総野村                          | 総野村                          | 昭和30年2月11日 勝浦町 | 昭和33年10月1日 市制 | 勝浦市             | 勝浦市             |
|                    | 大楠村             |                     | 総野村             | 総野村                          | 総野村                          | 昭和30年2月11日 勝浦町 | 昭和33年10月1日 市制 | 勝浦市             | 勝浦市             |
|                    | 蟹田村             |                     | 総野村             | 総野村                          | 総野村                          | 昭和30年2月11日 勝浦町 | 昭和33年10月1日 市制 | 勝浦市             | 勝浦市             |
|                    | 台宿村             | 台宿村              | 上野村             | 上野村                          | 上野村                          | 昭和30年2月11日 勝浦町 | 昭和33年10月1日 市制 | 勝浦市             | 勝浦市             |
|                    | 大森村             |                     | 上野村             | 上野村                          | 上野村                          | 昭和30年2月11日 勝浦町 | 昭和33年10月1日 市制 | 勝浦市             | 勝浦市             |
|                    | 名木村             |                     | 上野村             | 上野村                          | 上野村                          | 昭和30年2月11日 勝浦町 | 昭和33年10月1日 市制 | 勝浦市             | 勝浦市             |
|                    | 上植野村           |                     | 上野村             | 上野村                          | 上野村                          | 昭和30年2月11日 勝浦町 | 昭和33年10月1日 市制 | 勝浦市             | 勝浦市             |
|                    | 赤羽根村           |                     | 上野村             | 上野村                          | 上野村                          | 昭和30年2月11日 勝浦町 | 昭和33年10月1日 市制 | 勝浦市             | 勝浦市             |
|                    | 中里村             |                     | 上野村             | 上野村                          | 上野村                          | 昭和30年2月11日 勝浦町 | 昭和33年10月1日 市制 | 勝浦市             | 勝浦市             |
|                    | 貝掛村             |                     | 上野村             | 上野村                          | 上野村                          | 昭和30年2月11日 勝浦町 | 昭和33年10月1日 市制 | 勝浦市             | 勝浦市             |
|                    | 下植野村           | 明治16年 植野村     | 上野村             | 上野村                          | 上野村                          | 昭和30年2月11日 勝浦町 | 昭和33年10月1日 市制 | 勝浦市             | 勝浦市             |
|                    | 宮田村             | 明治16年 植野村     | 上野村             | 上野村                          | 上野村                          | 昭和30年2月11日 勝浦町 | 昭和33年10月1日 市制 | 勝浦市             | 勝浦市             |
|                    | 小羽戸村           |                     | 上野村             | 上野村                          | 上野村                          | 昭和30年2月11日 勝浦町 | 昭和33年10月1日 市制 | 勝浦市             | 勝浦市             |
|                    | 中島村             |                     | 上野村             | 上野村                          | 上野村                          | 昭和30年2月11日 勝浦町 | 昭和33年10月1日 市制 | 勝浦市             | 勝浦市             |
|                    | 法花村             |                     | 上野村             | 上野村                          | 上野村                          | 昭和30年2月11日 勝浦町 | 昭和33年10月1日 市制 | 勝浦市             | 勝浦市             |
|                    | 山田村             | 明治12年 南山田村   | 上野村             | 上野村                          | 上野村                          | 昭和30年2月11日 勝浦町 | 昭和33年10月1日 市制 | 勝浦市             | 勝浦市             |
|                    | 荒川村             |                     | 上野村             | 上野村                          | 上野村                          | 昭和30年2月11日 勝浦町 | 昭和33年10月1日 市制 | 勝浦市             | 勝浦市             |

## 人口
| |                                        |  |
| 勝浦市と全国の年齢別人口分布（2005年） | 勝浦市の年齢・男女別人口分布（2005年） |  |
| ■紫色 ― 勝浦市 ■緑色 ― 日本全国 | ■青色 ― 男性 ■赤色 ― 女性              |  |
| 勝浦市（に相当する地域）の人口の推移 \| 1970年（昭和45年） \| 28,065人 \| \| \| 1975年（昭和50年） \| 26,755人 \| \| \| 1980年（昭和55年） \| 25,462人 \| \| \| 1985年（昭和60年） \| 25,159人 \| \| \| 1990年（平成2年） \| 25,334人 \| \| \| 1995年（平成7年） \| 24,328人 \| \| \| 2000年（平成12年） \| 23,235人 \| \| \| 2005年（平成17年） \| 22,198人 \| \| \| 2010年（平成22年） \| 20,788人 \| \| \| 2015年（平成27年） \| 19,248人 \| \| \| 2020年（令和2年） \| 16,927人 \| \| |                                        |  |
| 総務省統計局 国勢調査より |                                        |  |
| 1970年（昭和45年） | 28,065人                               |  |
| 1975年（昭和50年） | 26,755人                               |  |
| 1980年（昭和55年） | 25,462人                               |  |
| 1985年（昭和60年） | 25,159人                               |  |
| 1990年（平成2年） | 25,334人                               |  |
| 1995年（平成7年） | 24,328人                               |  |
| 2000年（平成12年） | 23,235人                               |  |
| 2005年（平成17年） | 22,198人                               |  |
| 2010年（平成22年） | 20,788人                               |  |
| 2015年（平成27年） | 19,248人                               |  |
| 2020年（令和2年） | 16,927人                               |  |

平成27年国勢調査より前回調査からの人口増減をみると、7.41%減の19,248人であり、増減率は千葉県下54市町村中46位、60行政区域中52位。
関東地方の市で最も人口が少なく、唯一2万人を割っている。また県内の横芝光町、酒々井町、栄町よりも人口が少ない。2014年（平成26年）3月31日には総務省から過疎地域に指定された。
最も多くても終戦の年である1945年の34589人で、戦後(1946年以降)に人口はピークを迎え、以後徐々に減少し始めた。1955年に合併で現在の市域に確定し、1958年に市制施行したが、その頃には既に人口減少が顕著に現れていた。
勝浦市には国際武道大学のキャンパスがあるため、20歳前後の人口が突出しており、市の全人口の約1割を国際武道大学の学生が占めている。

## 行政

### 市長
- 市長：照川由美子（2022年8月28日就任）

歴代市長
| 歴代 | 氏名       | 就任          | 退任          | 備考             |
| ---- | ---------- | ------------- | ------------- | ---------------- |
| 初代 | 富田好三   | 1958年10月1日 | 1959年3月12日 |                  |
| 2代  | 吉野貴     | 1959年3月13日 | 1967年3月12日 |                  |
| 3代  | 山口吉暉   | 1967年3月13日 | 1999年3月12日 |                  |
| 4代  | 藤平輝夫   | 1999年3月13日 | 2011年3月12日 |                  |
| 5代  | 山口和彦   | 2011年3月13日 | 2011年6月12日 | 在任中死去       |
| 6代  | 猿田寿男   | 2011年7月31日 | 2019年7月30日 |                  |
| 7代  | 土屋元     | 2019年7月31日 | 2022年7月12日 | 在任中死去       |
| 8代  | 照川由美子 | 2022年8月28日 | 現職          | 外房初の女性市長 |

### 市役所

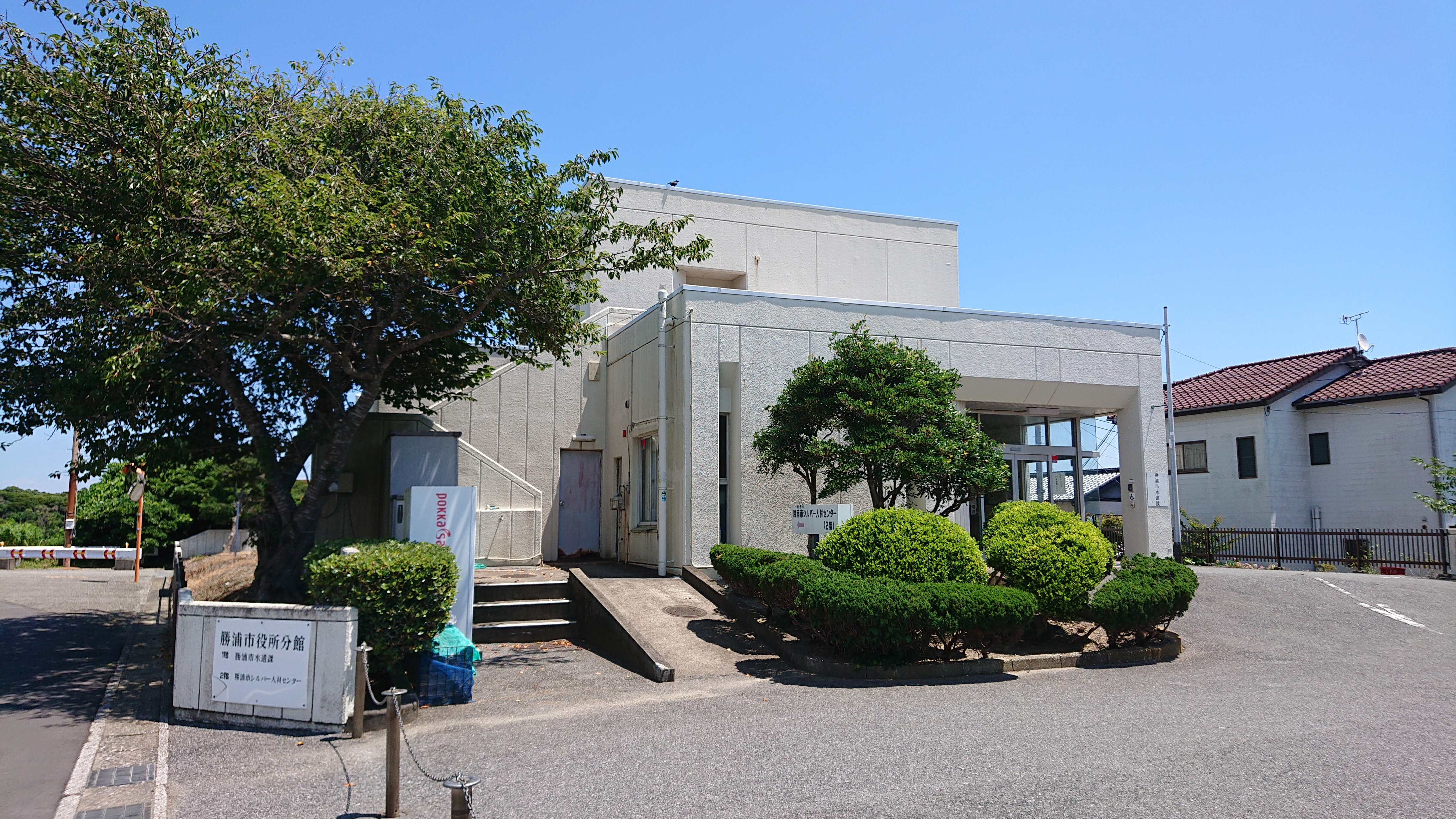
市役所庁舎分館。1階が勝浦市水道課事務所、2階が一般社団法人勝浦市シルバー人材センターの事務所。（2021年7月31日撮影）

- 市役所庁舎
勝浦市新官1343-1
- 市役所庁舎分館（勝浦市水道課事務所）
勝浦市沢倉515-2

### 警察・消防
- 勝浦警察署（管轄は勝浦市および夷隅郡大多喜町）
- 夷隅郡市広域市町村圏事務組合消防本部 勝浦消防署
- 勝浦市消防団（2020年4月1日現在、6分団31班382人[26][27]）
  - 第1分団 - 勝浦、浜勝浦、出水、墨名、串浜、松部、新官（一部）
  - 第2分団 - 川津、沢倉、新官、部原
  - 第3分団 - 大沢、浜行川、興津久保山台、興津、守谷、鵜原、吉尾
  - 第4分団 - 台宿、上植野、古新田、大森、名木、中里、赤羽根、植野、中島、荒川、貝掛、法花、南山田、小羽戸
  - 第5分団 - 関谷、中谷、平田、新戸、宿戸、白木、白井久保、芳賀、蟹田、大楠
  - 第6分団 - 小松野、松野、中倉、杉戸、佐野、市野郷、市野川、花里

### 国の機関
- 海上保安庁第三管区銚子海上保安部 勝浦海上保安署
- 国土地理院勝浦験潮場

### 県の機関
- 夷隅健康福祉センター（夷隅保健所）
- 勝浦水産事務所
- 千葉県水産総合研究センター種苗生産研究所勝浦生産開発室

### 市の機関・施設

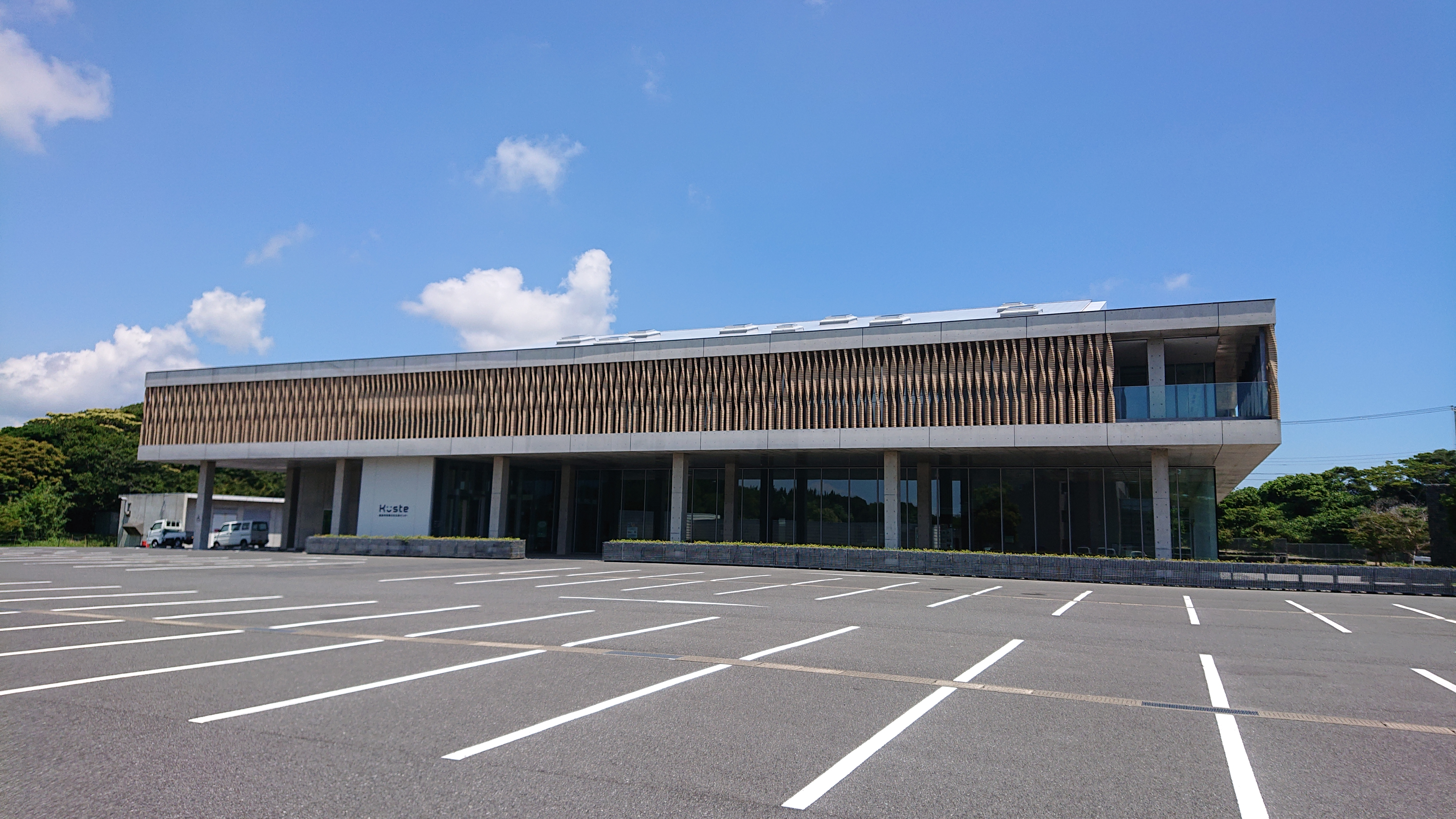
勝浦市芸術文化交流センターKüste（キュステ）

- 勝浦市芸術文化交流センターKüste（キュステ）
- 勝浦市立図書館
- 勝浦市保健福祉センター
- 勝浦市こども館
- 勝浦市清掃センター
- 勝浦市学校給食共同調理場
- 国民健康保険勝浦診療所
- 荒川テニスコート
- かつうら聖苑
- 市営駐車場
  - 勝浦駅北口月極駐車場
  - 墨名市営駐車場（旧市民会館跡地）
  - 出水市営駐車場（旧勝浦警察署跡地）
- 浄水場
  - 佐野浄水場
  - 松部浄水場

## 議会

### 市議会
- 定数：15人
- 任期：2023年5月10日 - 2027年5月9日[28]

### 衆議院
- 選挙区：千葉11区（茂原市、東金市、勝浦市、山武市、いすみ市、大網白里市、山武郡（芝山町、九十九里町、横芝光町の旧横芝町域）、長生郡、夷隅郡）
- 任期：2021年10月31日 - 2025年10月30日
- 当日有権者数：351,570人
- 投票率：51.38％

| 当落 | 候補者名 | 年齢 | 所属党派     | 新旧別 | 得票数    | 重複 |
| ---- | -------- | ---- | ------------ | ------ | --------- | ---- |
| 当   | 森英介   | 73   | 自由民主党   | 前     | 110,538票 |      |
|      | 椎名史明 | 64   | 日本共産党   | 新     | 30,557票  |      |
| 比当 | 多ケ谷亮 | 52   | れいわ新選組 | 新     | 30,432票  | ○    |

## 経済

### 市内に本社を置く企業
- 吉野酒造
- 旅館松の家
- 株式会社勝浦ホテル三日月
  - 三日月イン
  - 勝浦ゴルフ倶楽部

### 漁業
勝浦は古くから漁業がさかんで、なかでも勝浦漁港は国内有数のカツオの水揚げ港である。1990年（平成2年）には勝浦漁港がカツオの水揚量で日本一を記録し、現在でも関東地方の漁港としては最大である。また、海岸線のほとんどがリアス式海岸のため岩場が多く、マグロ、キンメダイ、カジキ、イカなども多く水揚げされる。リアス式海岸のため小規模な漁港も多い。
- 水産加工品
  - アジの開き
  - カツオの角煮、なまり節
  - イカの一夜干
  - マルボシイワシ結納など
- 魚介類
- 房州の地蛸（マダコ）
- ホウボウ
- ビンナガ（ビンチョウ、トンボ）
- トコブシ
- バテイラ（シッタカ）
- イワシ
- サヨリ
- キンメダイ
- カツオ
- イセエビ
- アワビ
- ウニ
- サザエ

主な漁港
- 第3種漁港
  - 勝浦漁港（かつうら - ）
- 第2種漁港
  - 勝浦東部漁港（かつうらとうぶ - ）
    - 豊浜漁港
    - 川津漁港

  - 松部漁港（まつべ - ）
- 第1種漁港
  - 串浜漁港（くしはま - ）
  - 鵜原漁港（うばら - ）
  - 守谷漁港（もりや - ）
  - 浜行川漁港（はまなめがわ - ）
  - 大沢漁港（おおさわ - ）

### 農業
- 農産物
  - 上野米（コシヒカリ）
  - ブルーベリー
  - キウイフルーツ
  - シイタケ

## 姉妹都市・提携都市
友好都市
- 東京都
  - 西東京市

全国勝浦ネットワーク（友好都市）
- 「勝浦」という地名が共通することから千葉県、和歌山県、徳島県の3市町にて2001年に「全国勝浦ネットワーク」を結成し、2003年には友好都市盟約を取り交わした[29]。
  - 和歌山県
    - 東牟婁郡那智勝浦町

  - 徳島県
    - 勝浦郡勝浦町

## 教育

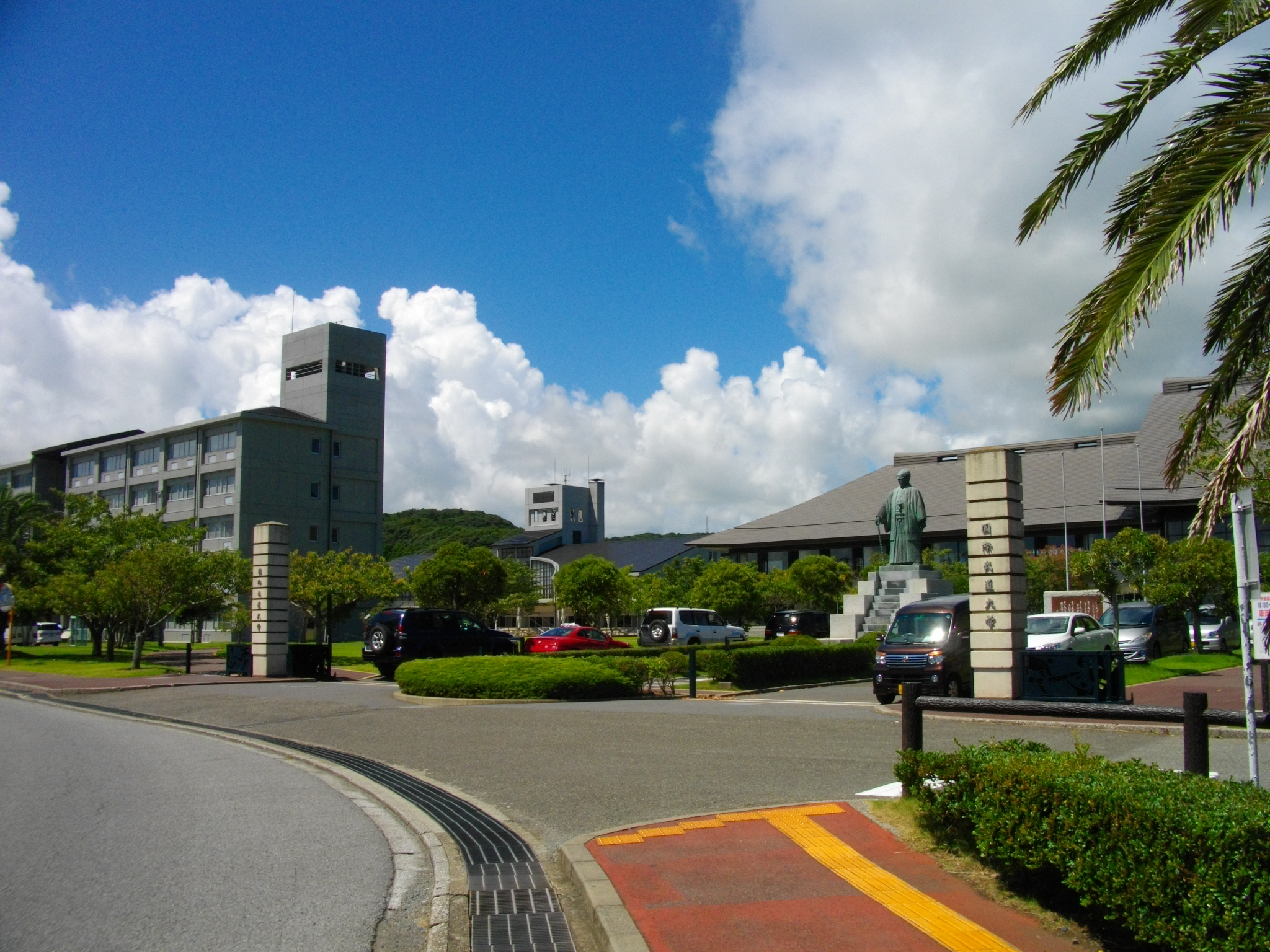
国際武道大学

### 大学
- 国際武道大学

### 高等学校
- 成美学園高等學校

### 中学校
- 勝浦市立勝浦中学校（2017年4月1日に勝浦市立興津中学校と勝浦市立北中学校を統合）

### 小学校
- 勝浦地区
  - 勝浦市立勝浦小学校（勝浦市立郁文小学校と統合）
  - 勝浦市立豊浜小学校

- 興津地区
  - 勝浦市立興津小学校（勝浦市立行川小学校を統合）
- 上野地区・興津地区一部
  - 勝浦市立上野小学校（勝浦市立清海小学校を統合）
- 総野地区
  - 勝浦市立総野小学校

### 学校教育以外の教育訓練施設
- 市民大学
  - 千葉県生涯大学校（園芸科教室）

## 施設

### 文化施設
- SGT美術館
- 海の博物館（千葉県立中央博物館分館）
- 勝浦中継局（テレビ・FM中継局）
- 宇宙航空研究開発機構勝浦宇宙通信所 - 独立行政法人宇宙航空研究開発機構 (JAXA) の施設。

### 運動施設
- 日本武道館研修センター

### 医療施設
- 塩田病院

### 宿泊施設
海水浴場などリゾート開発が進んでおり、市内には旅館やリゾートホテルが点在する。
- 三日月シーパークホテル勝浦
- 三日月イン
- 旅館松の家
- 至楽荘

## 交通

### 鉄道
- 東日本旅客鉄道（JR東日本）
  - ■ 外房線
    - - 勝浦駅 - 鵜原駅 - 上総興津駅 - 行川アイランド駅 -
    - かつては勝浦運転区（車両基地）があった。

### バス

#### 高速バス
- 東京ルート（小湊鉄道・日東交通・京成バス）

御宿 / 安房小湊 - 上総興津 - 勝浦駅 - 高速武大入口 - 高速宿戸 ⇔ 市原鶴舞BT ⇔ バスターミナル東京八重洲（東京湾アクアライン経由）
◆市原鶴舞BTで羽田空港・横浜行高速バスに乗り換えができる。

#### 路線バス
- 小湊鉄道（2021年4月1日現在）[30]
  - 勝浦市役所 - 勝浦駅 - 海中公園・海の博物館 - 鵜原駅 - ミレーニア勝浦方面
  - 塩田病院 - 勝浦駅 - （国道128号経由） - 上総興津駅方面
  - 塩田病院 - 勝浦駅 - 市野川方面・大多喜駅方面
  - 勝浦駅 - 御宿駅方面
- 廃止路線
  - 勝浦市民バス（2014年9月30日運行終了）
  - 鴨川日東バス（2019年9月30日運行終了）[31]
    - 上総興津駅 - 鴨川市方面

### タクシー
- エミタスタクシー南総 本社営業所

### 道路
- 一般国道
  - 国道128号（外房黒潮ライン）
  - 国道297号（大多喜街道）
- 主要地方道
  - 千葉県道82号天津小湊夷隅線
- 一般県道
  - 千葉県道174号勝浦布施大原線
  - 千葉県道177号勝浦上野大多喜線
  - 千葉県道178号小田代勝浦線
  - 千葉県道233号勝浦停車場線
  - 千葉県道234号上総興津停車場線
  - 千葉県道246号勝浦港線
  - 千葉県道273号上布施勝浦線

### 船舶
- 地方港湾
  - 興津港（避難港）

## 名所・旧跡・観光スポット・祭事・催事

### 名所・旧跡
- 遠見岬神社
- 川津神社
- 熊野貴船神社
- 八幡岬の海中鳥居（遠見岬神社）
- 勝浦中央海水浴場の鳥居（熊野貴船神社）
- 長福寺
- 本行寺
- 妙覚寺
- 津慶寺
  - 丹所春太郎像
- 奥津城跡
- 勝浦城跡八幡岬公園
  - 勝浦城主 正木頼忠の実の娘、養珠院立像が公園内にある。養珠院（お万の方）は、徳川家康の側室で徳川頼宣・徳川頼房の母。
- 官軍塚
  - 戊辰戦争で新政府軍の援軍のため、横浜から寺尾九郎右衛門をはじめとする熊本藩士約350名が函館へと出港した。しかし、勝浦沖で暴風雨に遭い船は沈没。勝浦の住民が救助にあたったが、乗員のうち約130名が犠牲になった。この時の犠牲者を埋葬供養したのが官軍塚である。周囲には歌人の斎藤茂吉の歌碑や、藩士と同郷である中村汀女の句碑が建っている。

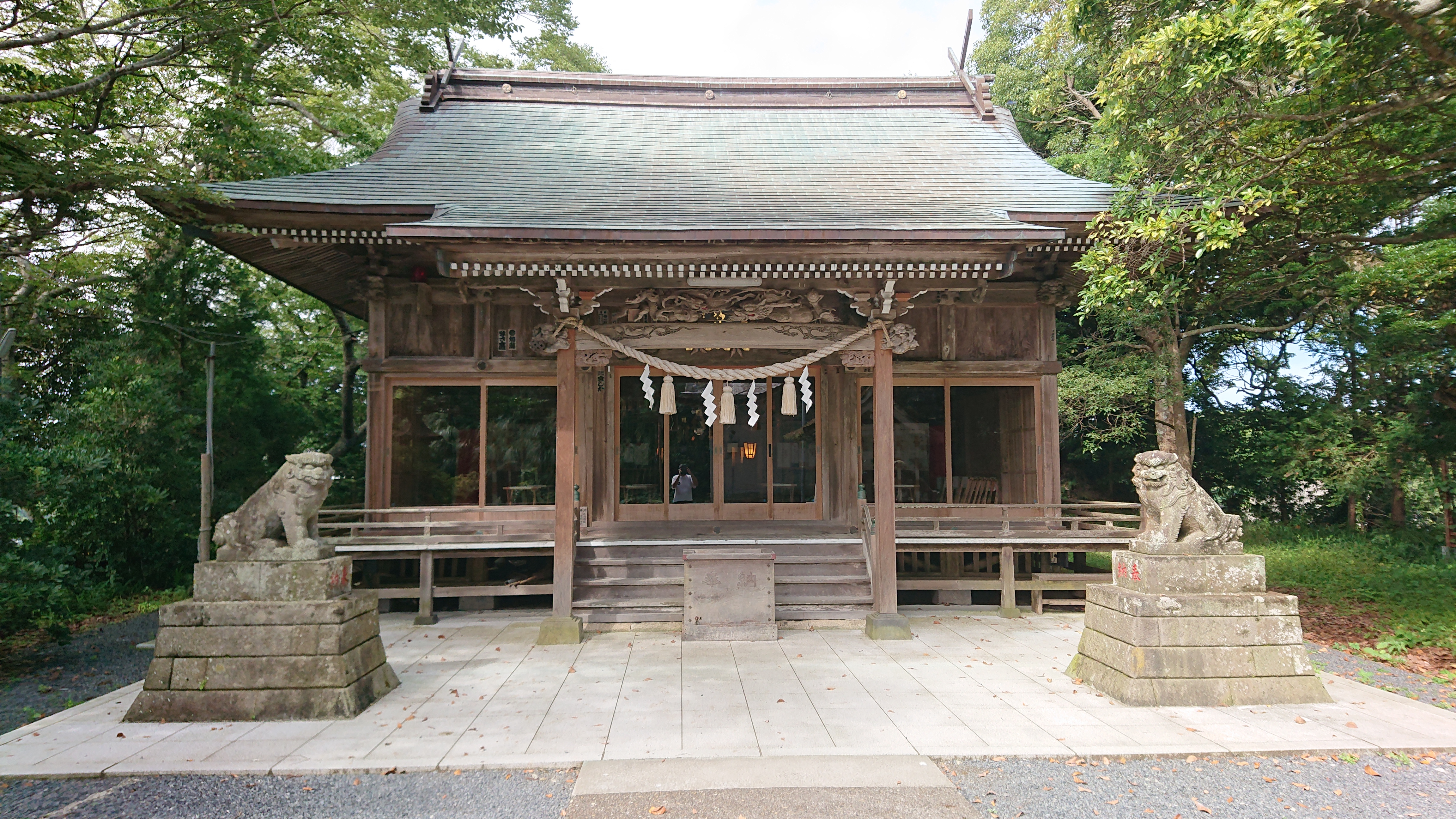
遠見岬神社
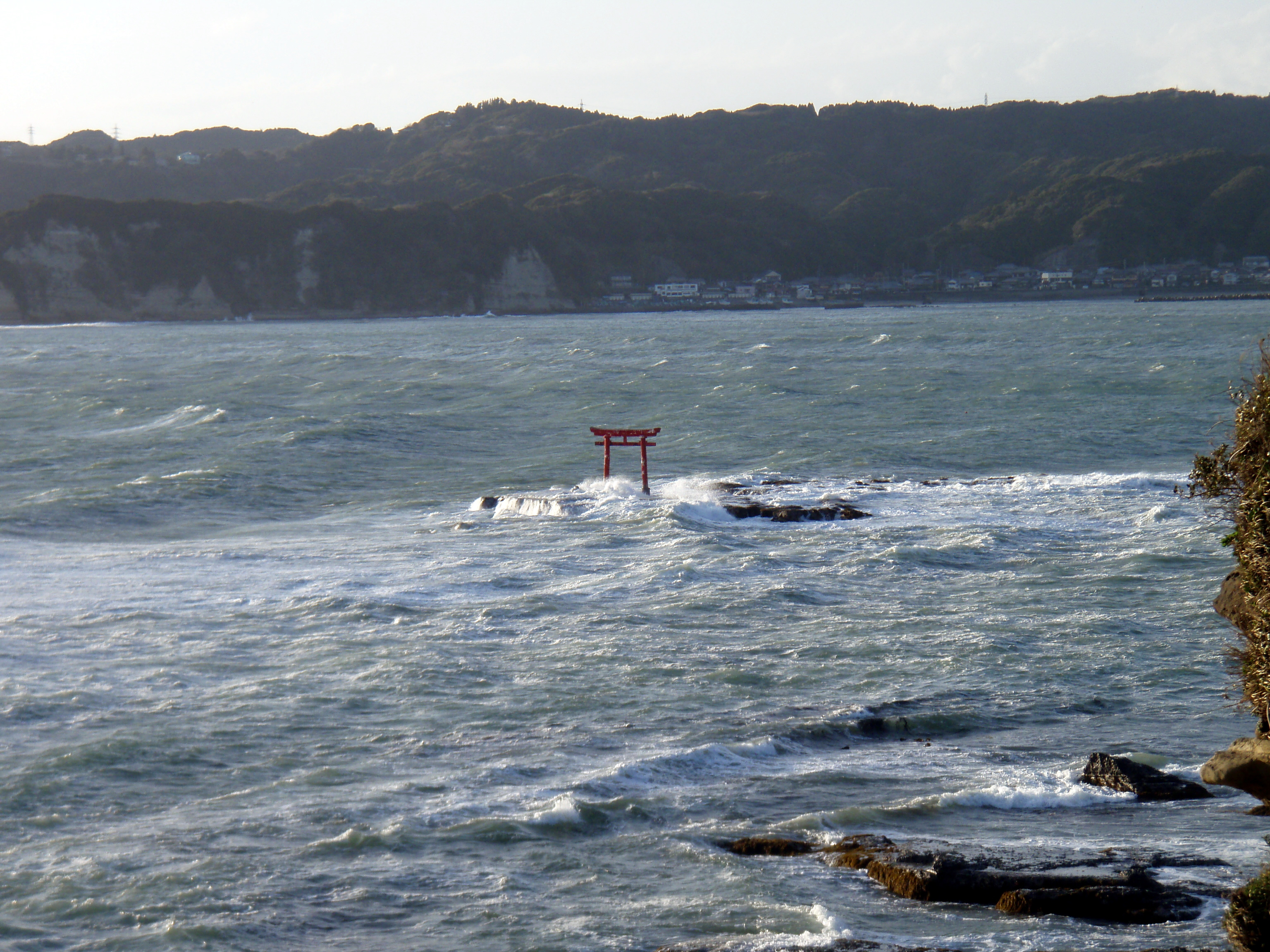
八幡岬の海中鳥居（かつての遠見岬神社の一の鳥居）
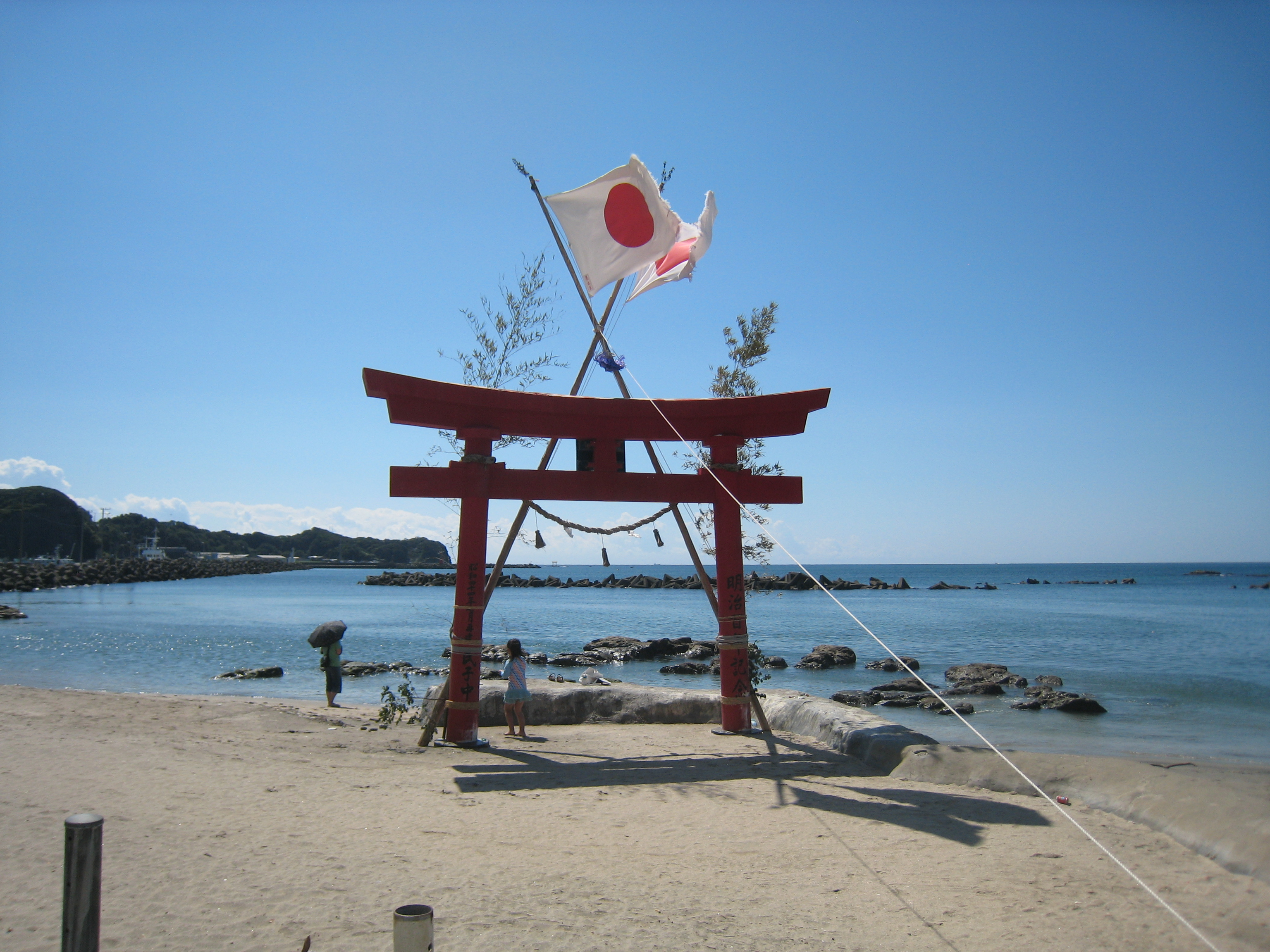
勝浦中央海水浴場の鳥居（熊野貴船神社）
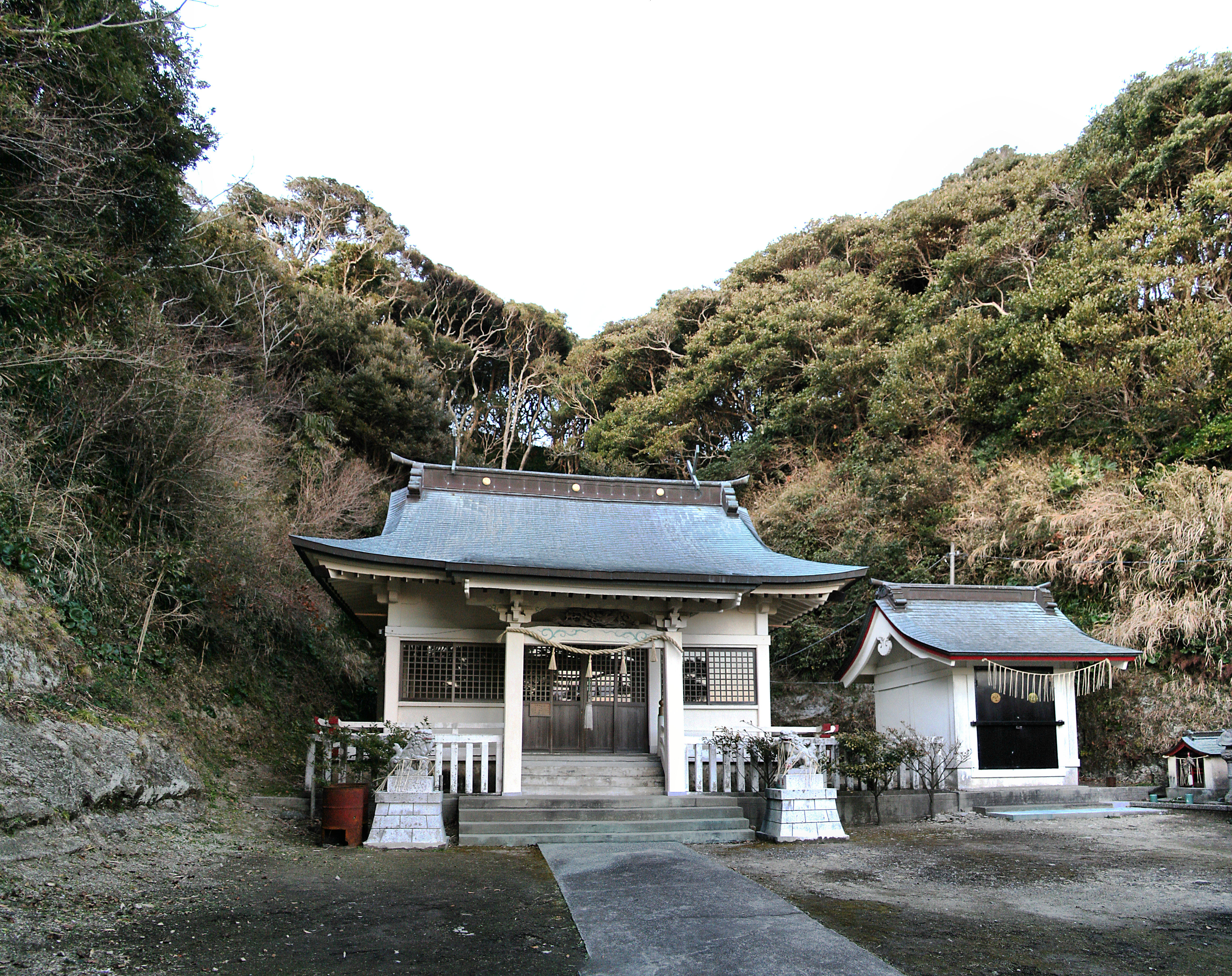
熊野貴船神社
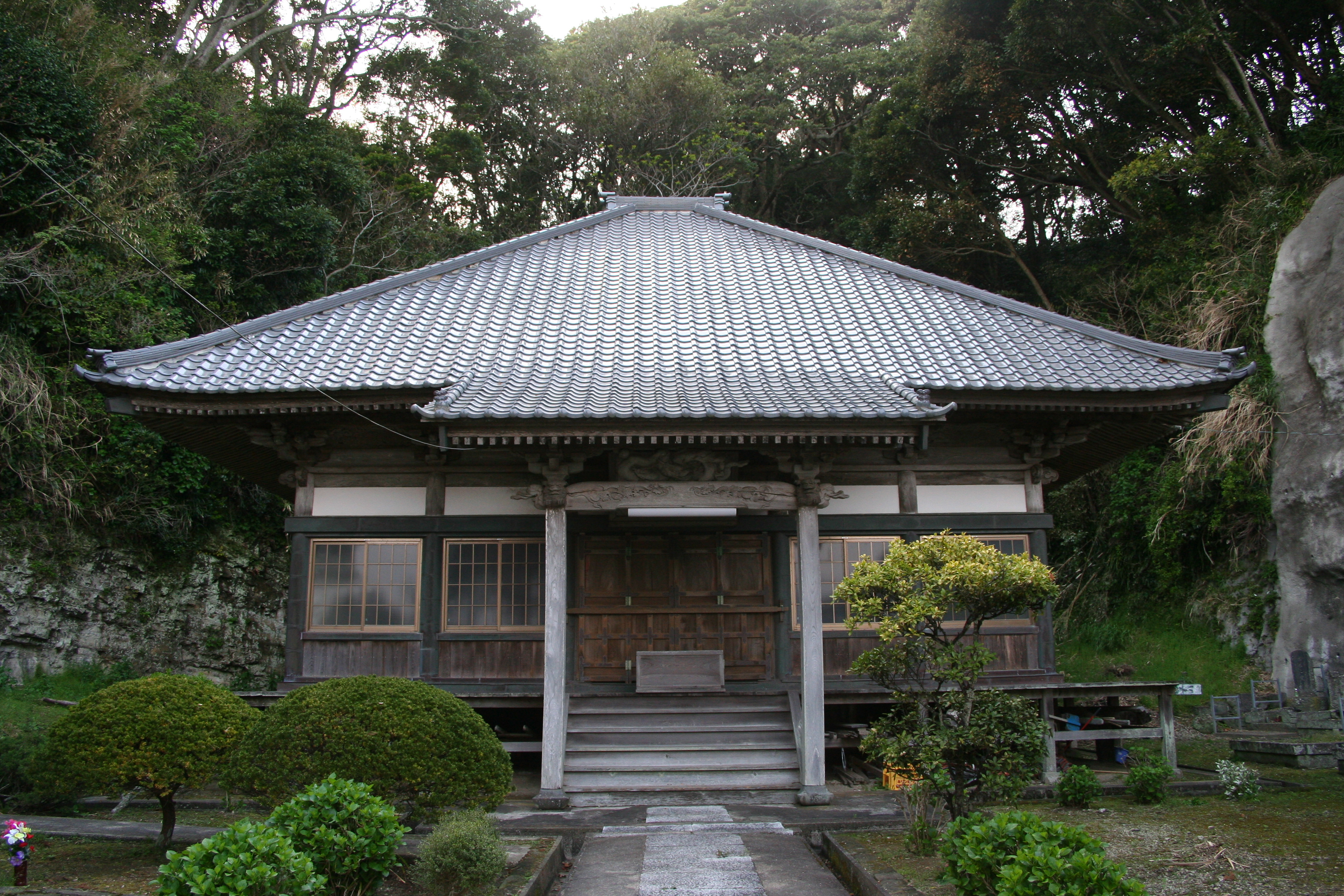
津慶寺

### 観光スポット
- 勝浦温泉
- 勝浦海中公園
- 勝浦灯台
- 勝浦ダム
- 鵜原理想郷（明神岬）
- 勝浦ぞうの楽園
- 行川アイランド
  - 跡地を2020年春より勝浦シーサイドパークリゾート（仮称）が着工予定。
- おせんころがし
  - 浜行川・大沢両地区との境にあたる旧街道沿いの海に面した崖上に「孝女おせんの碑」が建っている。

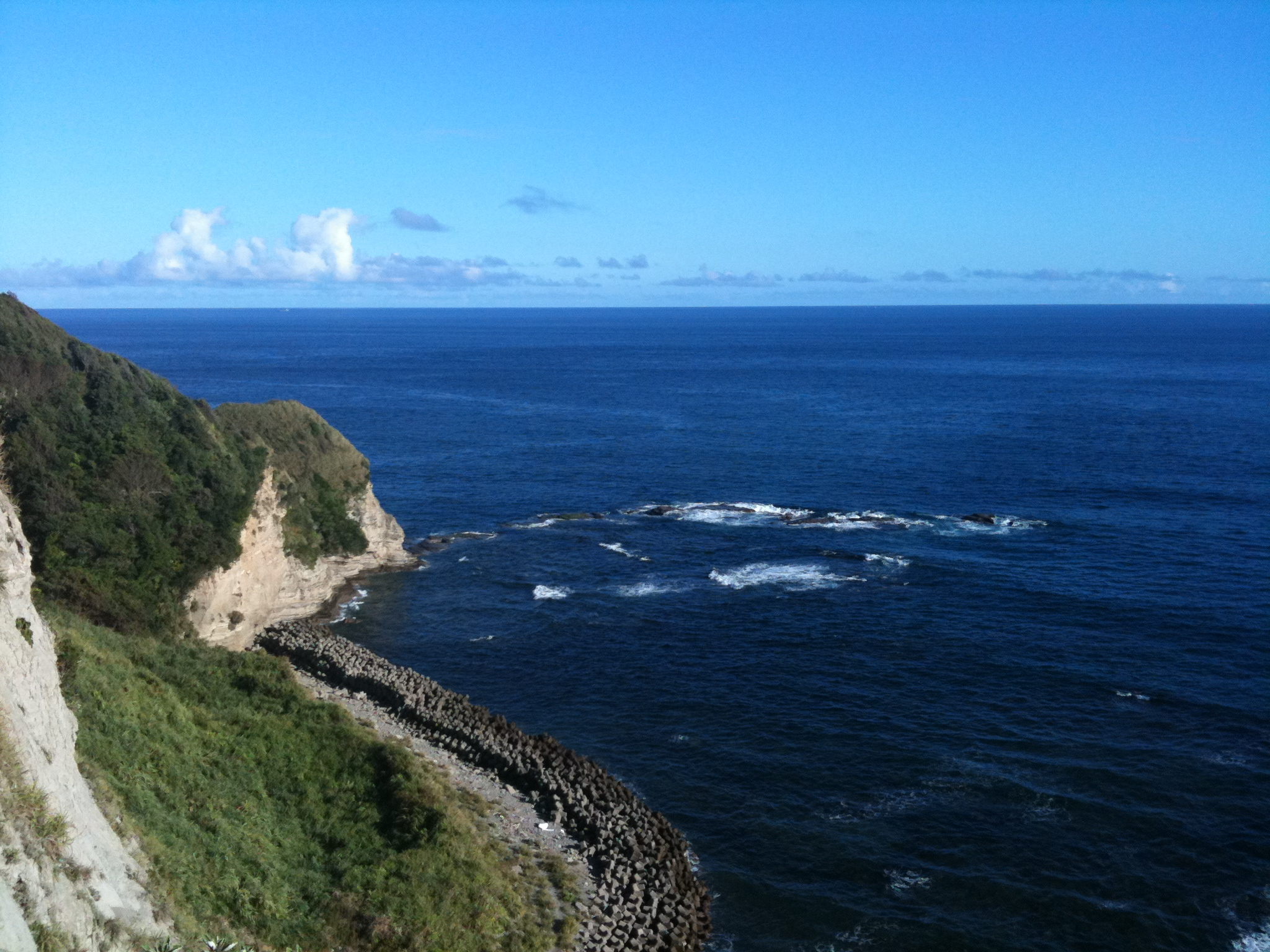
おせんころがし
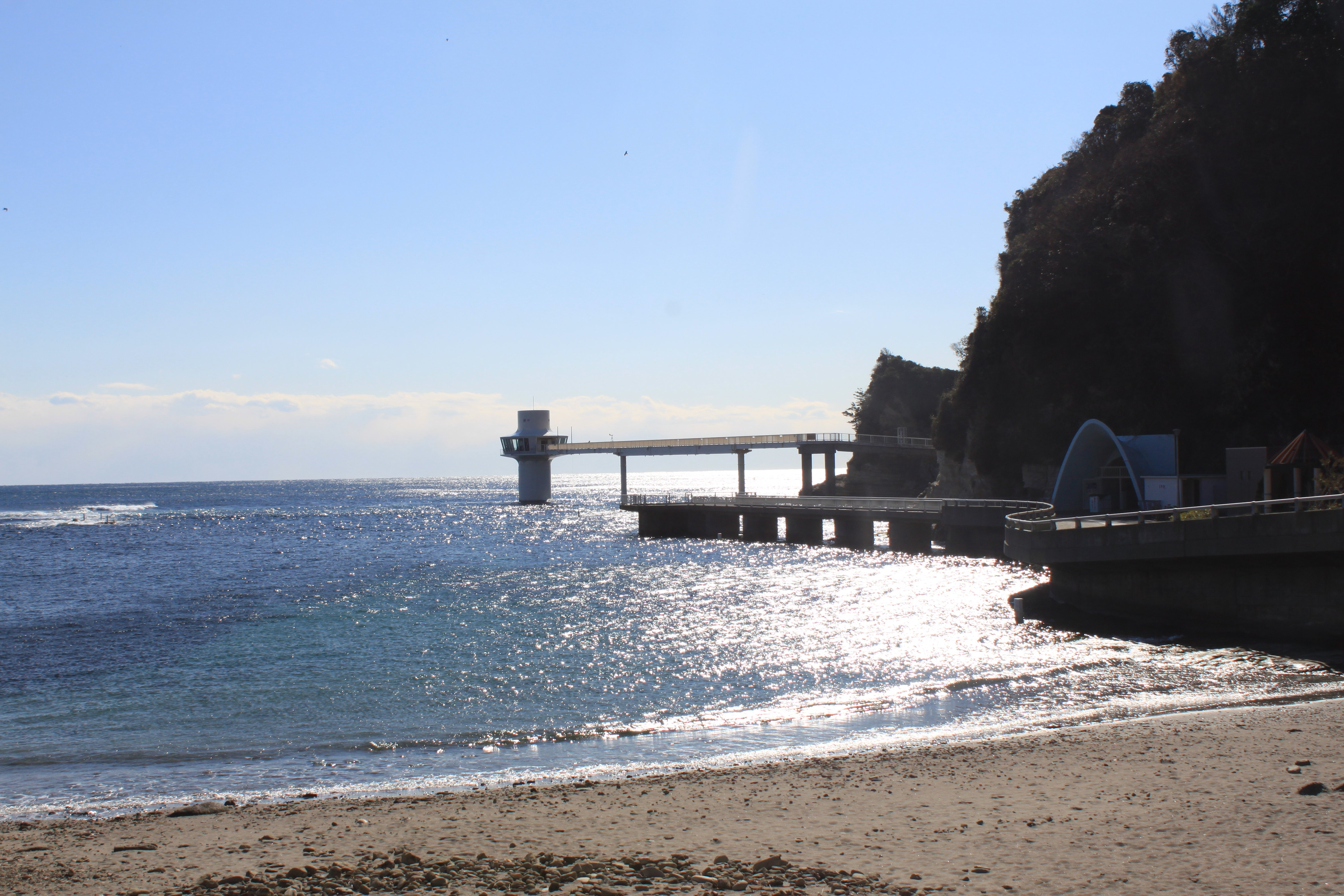
かつうら海中公園
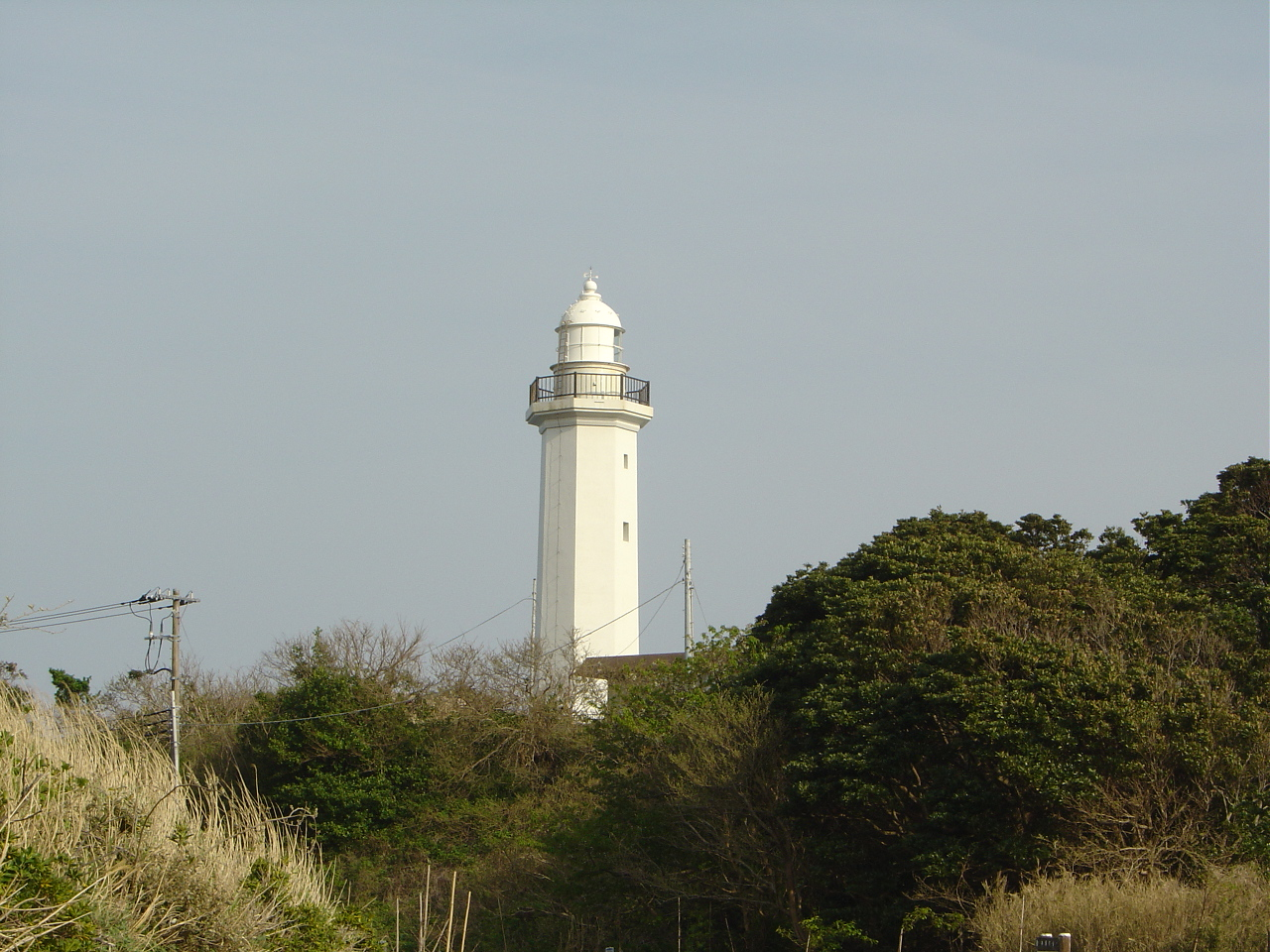
勝浦灯台

#### 海水浴場
- 勝浦中央海水浴場
- 興津海水浴場
- 鵜原海水浴場（日本の渚百選）
- 守谷海水浴場（日本の水浴場88選、快水浴場百選、日本の渚百選）
  - 遠浅の湾内には渡島（わたしま）が浮かび、水質は本州でも屈指の透明度である。2010年は約35万人に達し、千葉県内第2位の来場客数となっている[32]。1992年（平成4年）11月8日には「第12回全国豊かな海づくり大会」が開催された。天皇・皇后も参列し、記念像も建てられている。
- 部原海岸
  - 主にサーフスポットとなっている[33]。World Championship Tour開催地。

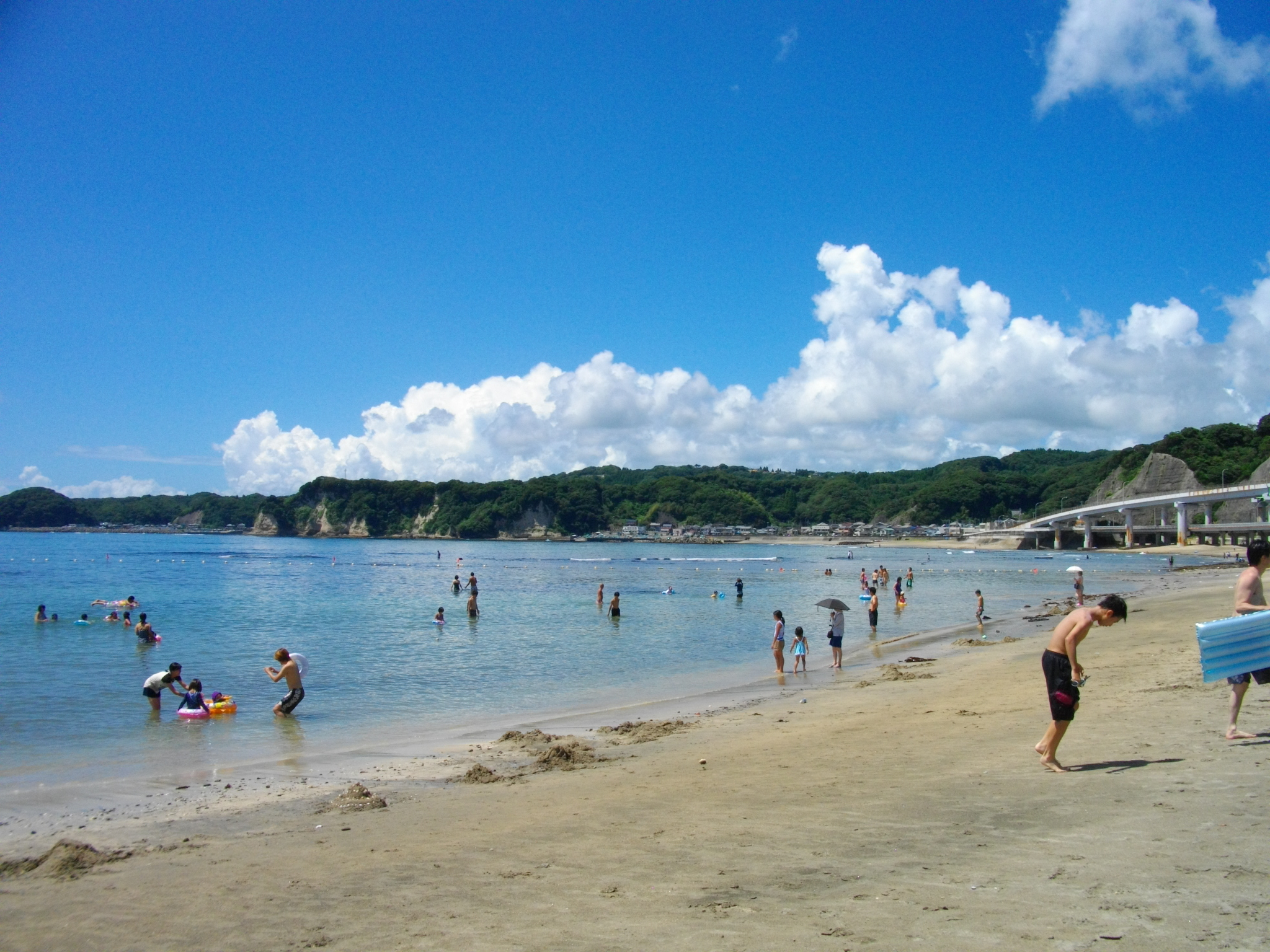
勝浦中央海水浴場
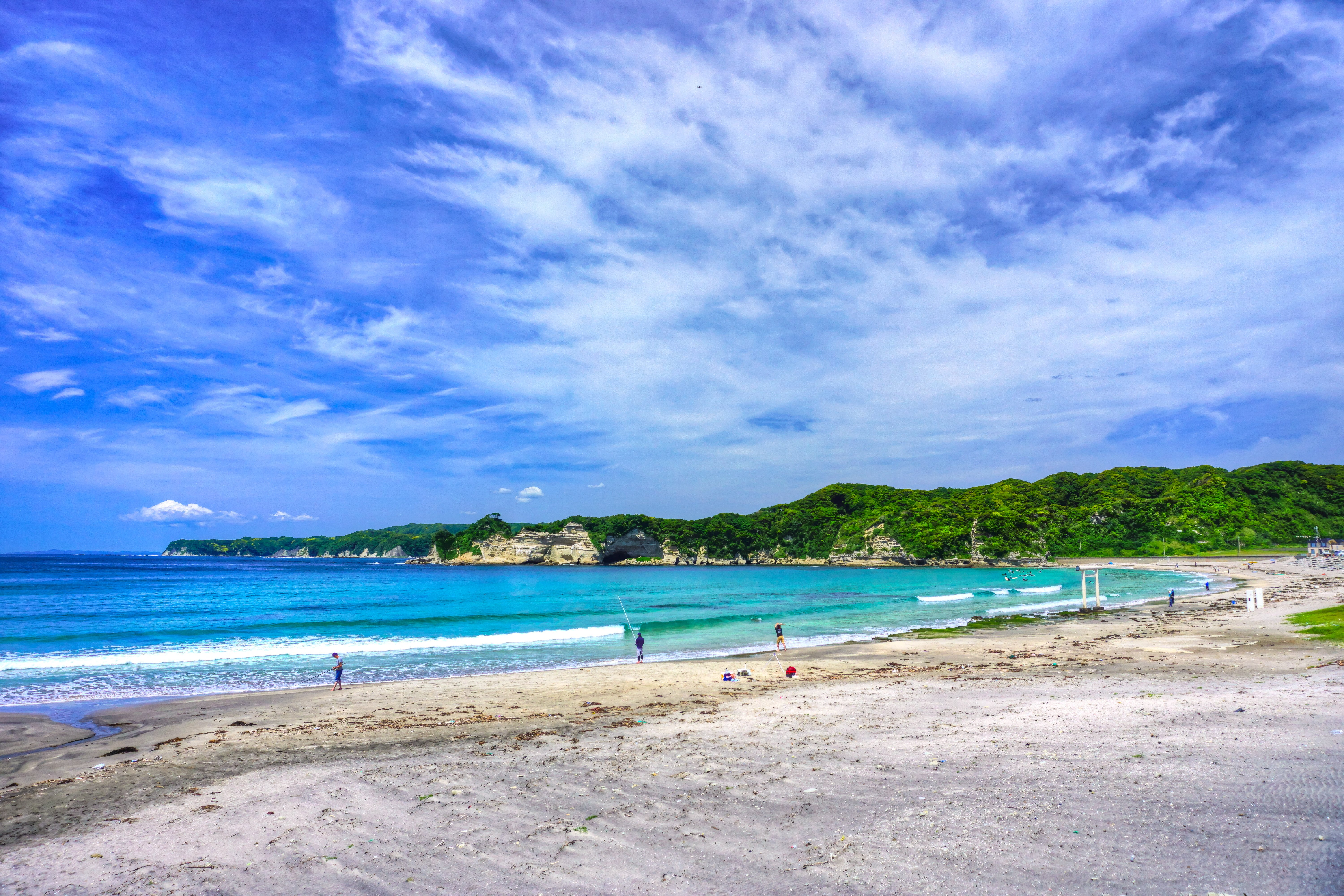
鵜原海水浴場
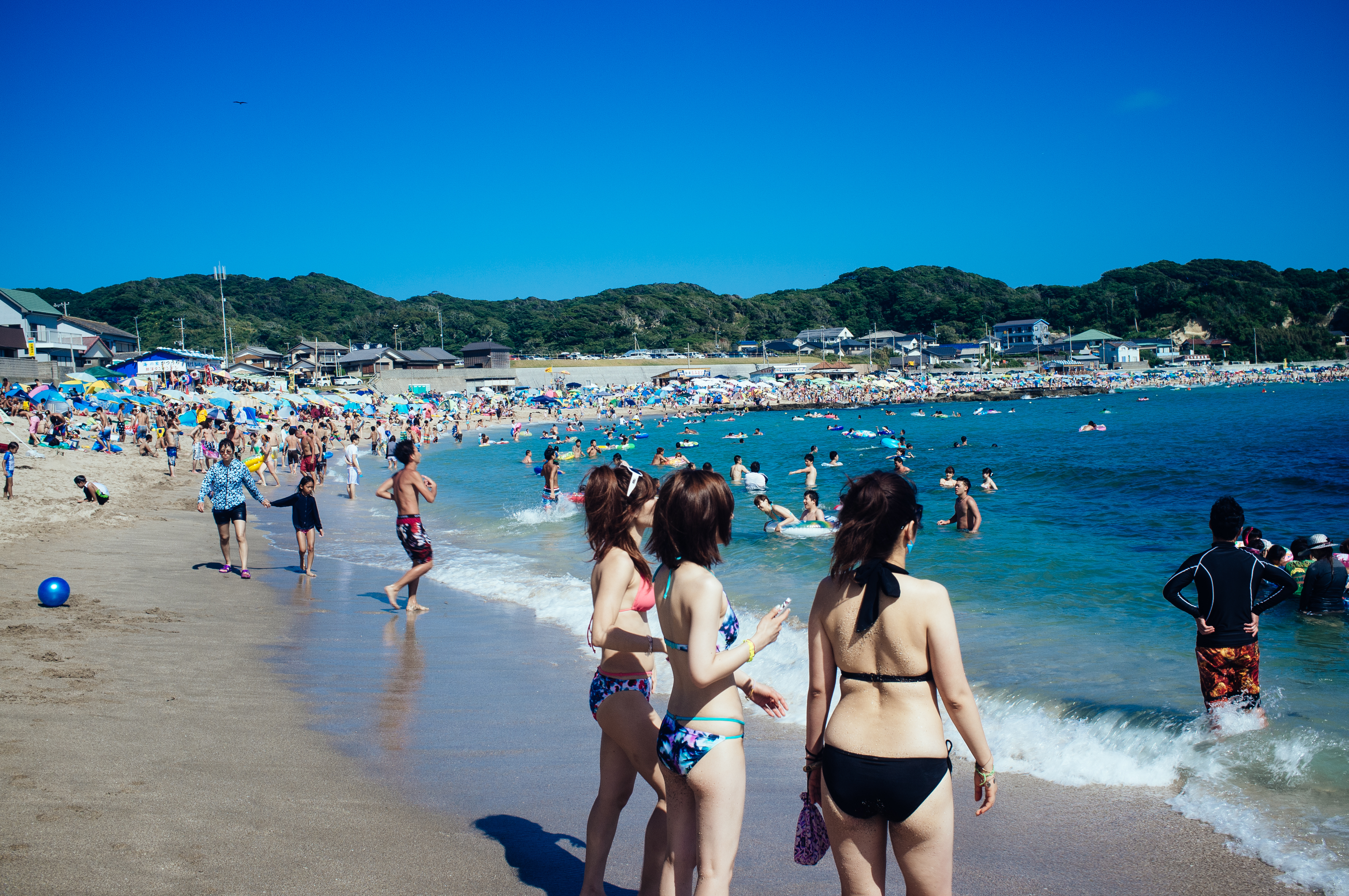
守谷海水浴場
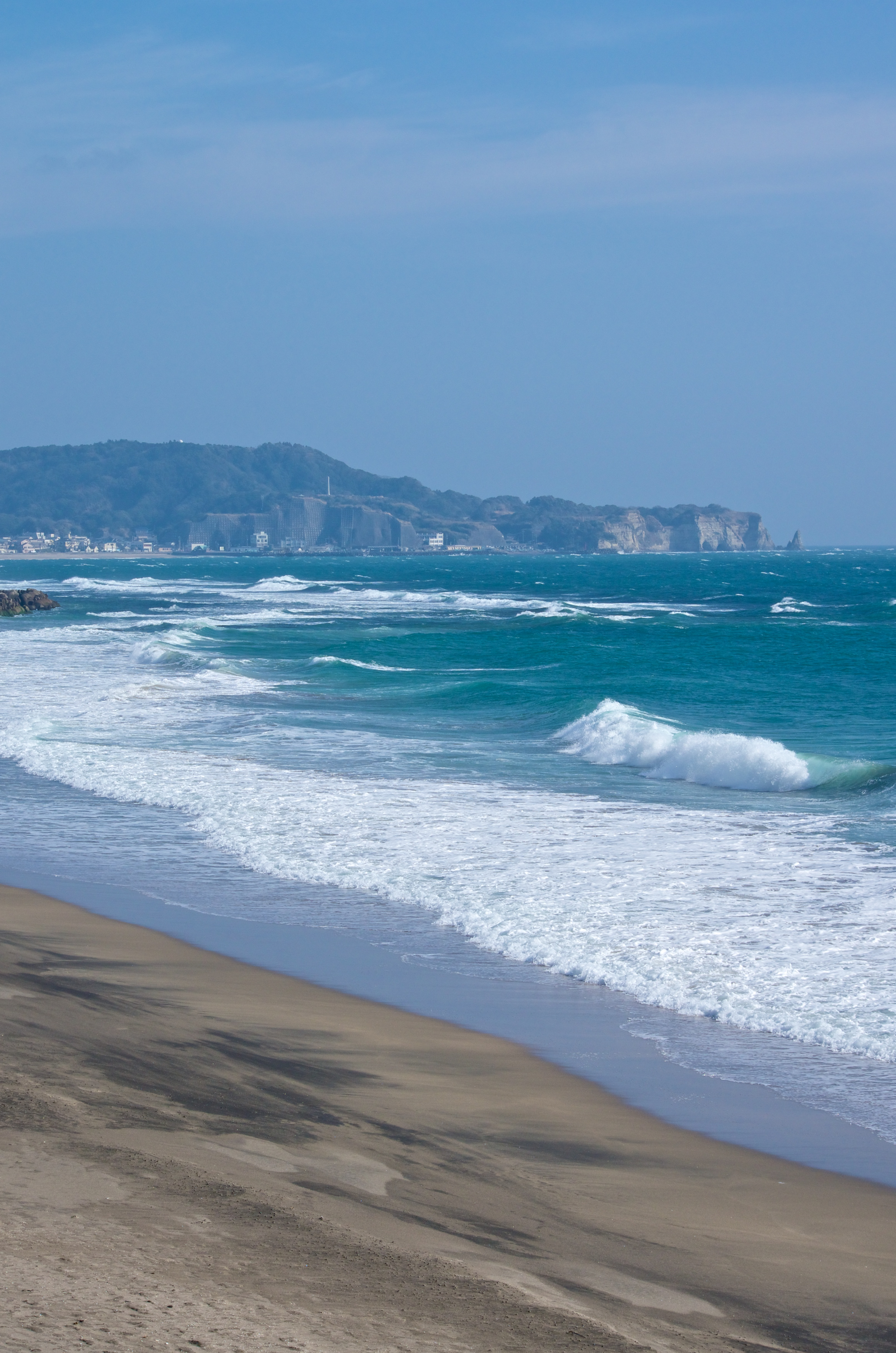
部原海岸

### 祭事・催事
鵜原の大名行列、勝浦大漁まつり以外は開催日が変更になる場合がある。
- かつうらビッグひな祭り：2月下旬 - 3月上旬
- 勝浦港カツオまつり：5月最終土曜日または6月第1土曜日（未開催有り）
- 鵜原の大名行列（千葉県記録選択無形民俗文化財）：7月第4土曜日
- かつうら若潮まつり：8月12日
- 勝浦大漁まつり：9月第3月曜日（敬老の日）を最終日とする4日間
- 勝浦朝市（日本三大朝市[1]） 
  - 勝浦の朝市は安土桃山時代の天正19年（1591年）に徳川家康の江戸入府に伴って勝浦に入った植村土佐守泰忠によってはじめられ、日本三大朝市の一つにあげられている。主に出店されているのは地元農家が栽培した野菜や勝浦漁港など地元で水揚げされた海産物、干物等の加工品が中心となっている。毎週水曜日が定休日だが、お盆と年末は水曜日でも営業している。営業時間は決まっていないが、ほとんどの店が午前5:00頃から午前11:00頃まで。

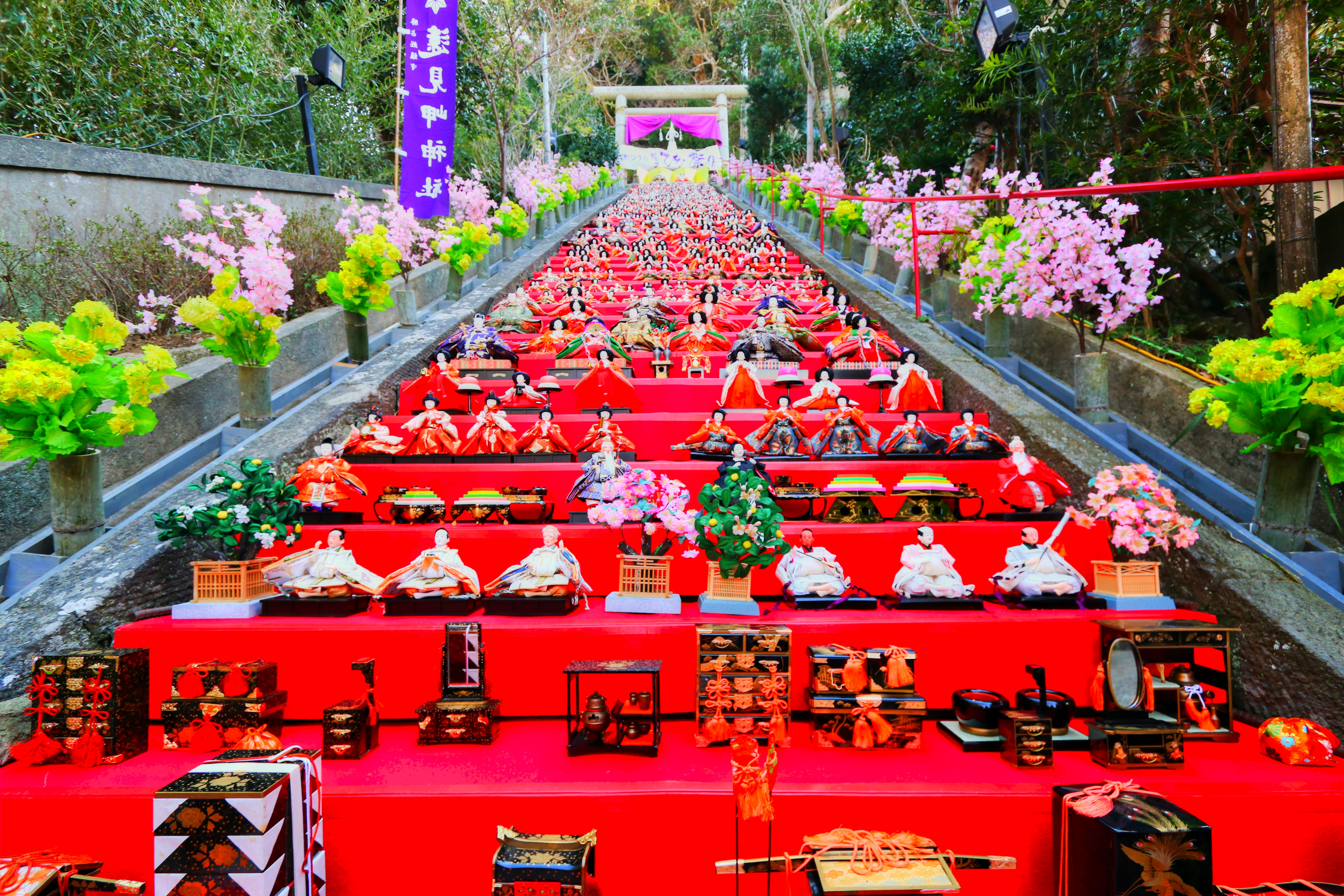
遠見岬神社のビッグひな祭り
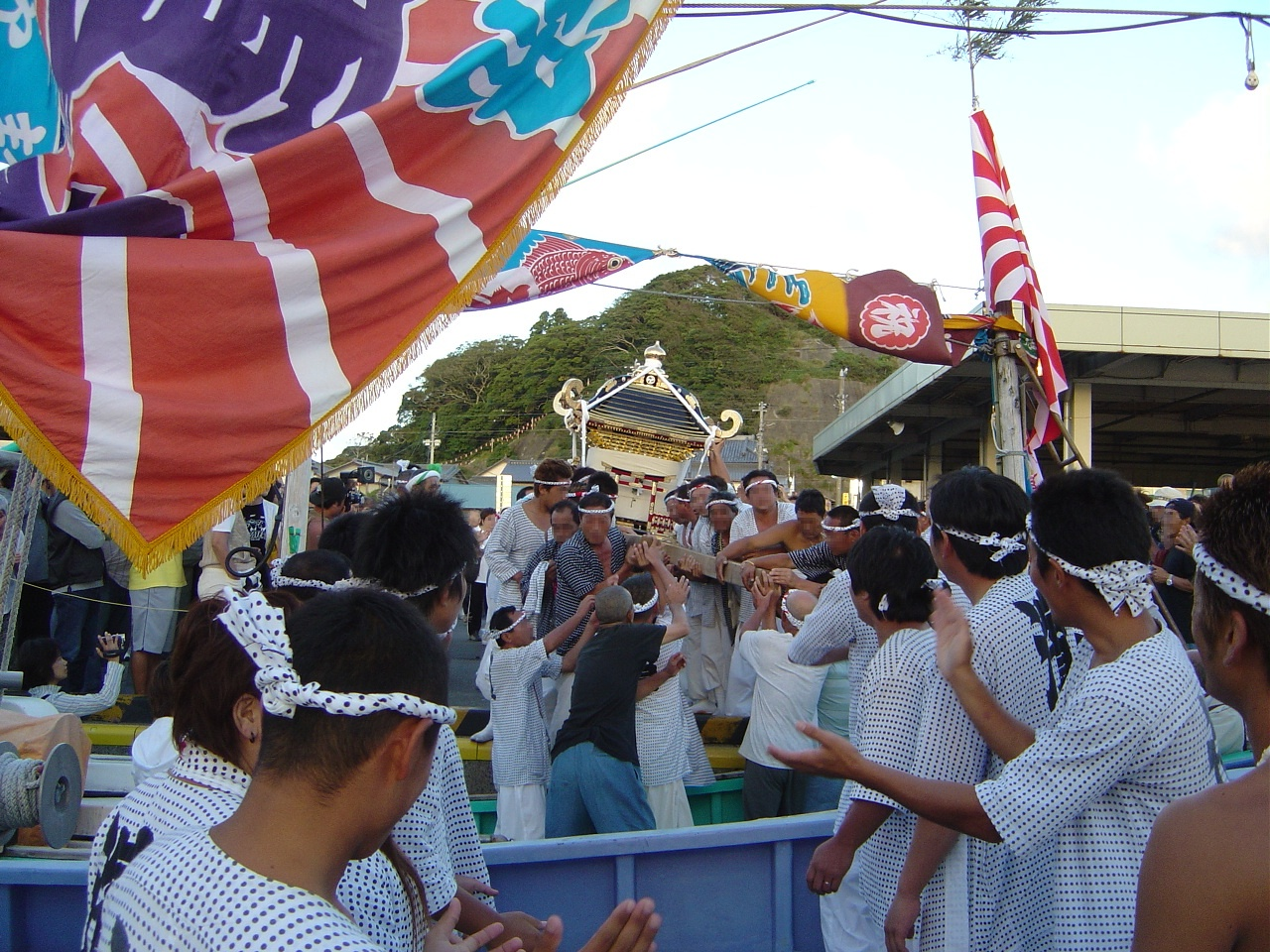
勝浦大漁まつり（船渡し）
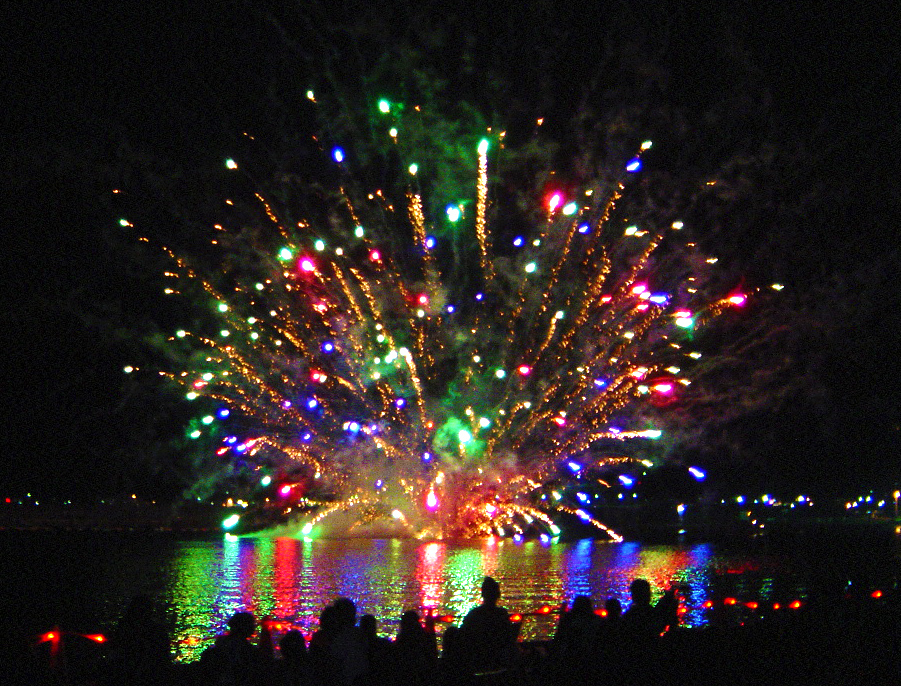
かつうら若潮まつり

### 名物・名産品
- 勝浦タンタンメン

### 文化財

旅館松の家（登録有形文化財）

千葉県指定および国登録文化財一覧。
| 番号 | 指定・登録 | 類別                     | 名称                 | 所在地                         | 所有者または管理者 | 指定年月日      | 備考 |
| ---- | ---------- | ------------------------ | -------------------- | ------------------------------ | ------------------ | --------------- | ---- |
| 1    | 県指定     | 有形文化財（彫刻）       | 木造僧形坐像         | 千葉県立中央博物館大多喜城分館 | 応徳寺             | 平成3年2月15日  | 1躯  |
| 2    | 県指定     | 有形文化財（彫刻）       | 木造地蔵菩薩立像     | 千葉県立中央博物館大多喜城分館 | 応徳寺             | 平成3年2月15日  | 1躯  |
| 3    | 県指定     | 有形文化財（工芸品）     | 鋳銅鰐口             | 勝浦市法花128                  | 龍蔵寺             | 昭和35年6月3日  | 1口  |
| 4    | 県指定     | 記念物（史跡）           | 官軍塚               | 勝浦市川津1394                 | 国                 | 昭和38年5月4日  |      |
| 5    | 県指定     | 記念物（天然記念物）     | 高照寺ノ乳公孫樹     | 勝浦市勝浦49                   | 高照寺             | 昭和10年3月26日 |      |
| 6    | 県指定     | 記念物（天然記念物）     | 上野村ノ大椎         | 勝浦市名木276                  | 寂光寺             | 昭和11年1月24日 |      |
| 7    | 県指定     | 記念物（天然記念物）     | 八坂神社の自然林     | 勝浦市鵜原793-1                | 鵜原区             | 昭和53年2月28日 |      |
| 8    | 国登録     | 登録有形文化財（建造物） | 旅館松の家           | 勝浦市勝浦30                   | 個人               | 平成15年7月1日  | 1件  |
| 9    | 国登録     | 登録有形文化財（建造物） | 吉野酒造店舗兼主屋他 | 勝浦市植野字腰越571他          | 個人               | 平成20年4月18日 | 10件 |

## 出身有名人
- 森英介（衆議院議員法務大臣・森清・森美秀・森恵子）
- 高垣眸（作家）
- 森矗昶（実業家）
- 丸佳浩（プロ野球選手・広島東洋カープ→読売ジャイアンツ）
- 掛須秀一（映画編集者）
- 佐瀬寿一（作曲家）
- 立川吉幸（落語家）

## 勝浦市を舞台・ロケ地とした作品
- 映画『ぬくもりの内側』（2023年11月公開 イオンエンターテイメント、白石美帆、三田佳子、渡辺裕之、島田順司、音無美紀子）
- 日本テレビ系『ダウンタウンのガキの使いやあらへんで! 大晦日年越しSP』
  - 勝浦市立興津中学校
    - 2017年（平成29年）11月7日から8日まで「絶対に笑ってはいけないアメリカンポリス24時!」のロケ地として使用。放送日は同年12月31日。

  - 勝浦市立北中学校
    - 2017年（平成29年）11月7日から8日まで「絶対に笑ってはいけないアメリカンポリス24時!」のロケ地として使用。放送日は同年12月31日。
    - 2018年（平成30年）11月5日から6日まで「絶対に笑ってはいけないトレジャーハンター24時!」のロケ地として使用。放送日は同年12月31日。
- ドラマ『日常の絶景』 - 第2話「勝浦の砂防」（2023年9月27日、テレビ東京）